# Llista d'asteroides (226001-227000)
Llista d'asteroides del 226.001 al 227.000, amb data de descoberta i descobridor. És un fragment de la llista d'asteroides completa. Als asteroides se'ls dona un número quan es confirma la seva òrbita, per tant apareixen llistats aproximadament segons la data de descobriment.

## 226001–226100
| Nom    | Designació provisional | Data de descobriment | Lloc de descobriment | Descobridor/s |
| ------ | ---------------------- | -------------------- | -------------------- | ------------- |
| 226001 | 2002 DT11              | 20 de febrer de 2002 | Palomar              | NEAT          |
| 226002 | 2002 DK12              | 21 de febrer de 2002 | Palomar              | NEAT          |
| 226003 | 2002 DG20              | 21 de febrer de 2002 | Kitt Peak            | Spacewatch    |
| 226004 | 2002 EB                | 3 de març de 2002    | Socorro              | LINEAR        |
| 226005 | 2002 EP14              | 6 de març de 2002    | Palomar              | NEAT          |
| 226006 | 2002 EZ18              | 9 de març de 2002    | Kitt Peak            | Spacewatch    |
| 226007 | 2002 ED19              | 9 de març de 2002    | Palomar              | NEAT          |
| 226008 | 2002 EM32              | 10 de març de 2002   | Haleakala            | NEAT          |
| 226009 | 2002 ES45              | 11 de març de 2002   | Palomar              | NEAT          |
| 226010 | 2002 EF50              | 12 de març de 2002   | Palomar              | NEAT          |
| 226011 | 2002 EX52              | 9 de març de 2002    | Socorro              | LINEAR        |
| 226012 | 2002 EG58              | 13 de març de 2002   | Socorro              | LINEAR        |
| 226013 | 2002 ER61              | 13 de març de 2002   | Socorro              | LINEAR        |
| 226014 | 2002 EG80              | 12 de març de 2002   | Palomar              | NEAT          |
| 226015 | 2002 EB84              | 9 de març de 2002    | Socorro              | LINEAR        |
| 226016 | 2002 EN84              | 9 de març de 2002    | Socorro              | LINEAR        |
| 226017 | 2002 EM94              | 14 de març de 2002   | Socorro              | LINEAR        |
| 226018 | 2002 EQ102             | 6 de març de 2002    | Palomar              | NEAT          |
| 226019 | 2002 EV105             | 9 de març de 2002    | Anderson Mesa        | LONEOS        |
| 226020 | 2002 EN110             | 9 de març de 2002    | Catalina             | CSS           |
| 226021 | 2002 EC112             | 9 de març de 2002    | Kitt Peak            | Spacewatch    |
| 226022 | 2002 EX112             | 10 de març de 2002   | Kitt Peak            | Spacewatch    |
| 226023 | 2002 EY115             | 10 de març de 2002   | Haleakala            | NEAT          |
| 226024 | 2002 EG123             | 12 de març de 2002   | Anderson Mesa        | LONEOS        |
| 226025 | 2002 EA125             | 12 de març de 2002   | Palomar              | NEAT          |
| 226026 | 2002 EA127             | 12 de març de 2002   | Palomar              | NEAT          |
| 226027 | 2002 EK127             | 12 de març de 2002   | Kitt Peak            | Spacewatch    |
| 226028 | 2002 ED128             | 12 de març de 2002   | Palomar              | NEAT          |
| 226029 | 2002 EQ141             | 12 de març de 2002   | Palomar              | NEAT          |
| 226030 | 2002 ER153             | 12 de març de 2002   | Nyukasa              | Nyukasa       |
| 226031 | 2002 FX8               | 16 de març de 2002   | Socorro              | LINEAR        |
| 226032 | 2002 FN16              | 16 de març de 2002   | Haleakala            | NEAT          |
| 226033 | 2002 FR18              | 18 de març de 2002   | Kitt Peak            | M. W. Buie    |
| 226034 | 2002 FH29              | 20 de març de 2002   | Socorro              | LINEAR        |
| 226035 | 2002 FR29              | 20 de març de 2002   | Socorro              | LINEAR        |
| 226036 | 2002 FC32              | 20 de març de 2002   | Anderson Mesa        | LONEOS        |
| 226037 | 2002 FZ35              | 21 de març de 2002   | Socorro              | LINEAR        |
| 226038 | 2002 FW38              | 30 de març de 2002   | Palomar              | NEAT          |
| 226039 | 2002 GB13              | 14 d'abril de 2002   | Socorro              | LINEAR        |
| 226040 | 2002 GF18              | 13 d'abril de 2002   | Kitt Peak            | Spacewatch    |
| 226041 | 2002 GJ35              | 2 d'abril de 2002    | Socorro              | LINEAR        |
| 226042 | 2002 GE44              | 4 d'abril de 2002    | Palomar              | NEAT          |
| 226043 | 2002 GD57              | 8 d'abril de 2002    | Kitt Peak            | Spacewatch    |
| 226044 | 2002 GE66              | 8 d'abril de 2002    | Palomar              | NEAT          |
| 226045 | 2002 GA72              | 9 d'abril de 2002    | Anderson Mesa        | LONEOS        |
| 226046 | 2002 GV75              | 9 d'abril de 2002    | Socorro              | LINEAR        |
| 226047 | 2002 GL85              | 10 d'abril de 2002   | Socorro              | LINEAR        |
| 226048 | 2002 GO88              | 10 d'abril de 2002   | Socorro              | LINEAR        |
| 226049 | 2002 GC89              | 10 d'abril de 2002   | Socorro              | LINEAR        |
| 226050 | 2002 GT112             | 10 d'abril de 2002   | Socorro              | LINEAR        |
| 226051 | 2002 GC113             | 11 d'abril de 2002   | Anderson Mesa        | LONEOS        |
| 226052 | 2002 GW116             | 11 d'abril de 2002   | Socorro              | LINEAR        |
| 226053 | 2002 GD118             | 12 d'abril de 2002   | Palomar              | NEAT          |
| 226054 | 2002 GP128             | 12 d'abril de 2002   | Socorro              | LINEAR        |
| 226055 | 2002 GK134             | 12 d'abril de 2002   | Socorro              | LINEAR        |
| 226056 | 2002 GC137             | 12 d'abril de 2002   | Socorro              | LINEAR        |
| 226057 | 2002 GG138             | 12 d'abril de 2002   | Kitt Peak            | Spacewatch    |
| 226058 | 2002 GO145             | 12 d'abril de 2002   | Kitt Peak            | Spacewatch    |
| 226059 | 2002 GN148             | 14 d'abril de 2002   | Socorro              | LINEAR        |
| 226060 | 2002 GV160             | 15 d'abril de 2002   | Palomar              | NEAT          |
| 226061 | 2002 GT164             | 14 d'abril de 2002   | Palomar              | NEAT          |
| 226062 | 2002 GN169             | 9 d'abril de 2002    | Socorro              | LINEAR        |
| 226063 | 2002 GJ171             | 10 d'abril de 2002   | Socorro              | LINEAR        |
| 226064 | 2002 GU184             | 13 d'abril de 2002   | Kitt Peak            | Spacewatch    |
| 226065 | 2002 HE9               | 16 d'abril de 2002   | Socorro              | LINEAR        |
| 226066 | 2002 HK9               | 16 d'abril de 2002   | Socorro              | LINEAR        |
| 226067 | 2002 HQ14              | 17 d'abril de 2002   | Kitt Peak            | Spacewatch    |
| 226068 | 2002 JC18              | 7 de maig de 2002    | Palomar              | NEAT          |
| 226069 | 2002 JX41              | 8 de maig de 2002    | Socorro              | LINEAR        |
| 226070 | 2002 JQ68              | 6 de maig de 2002    | Socorro              | LINEAR        |
| 226071 | 2002 JR85              | 11 de maig de 2002   | Socorro              | LINEAR        |
| 226072 | 2002 JW102             | 9 de maig de 2002    | Socorro              | LINEAR        |
| 226073 | 2002 JA103             | 9 de maig de 2002    | Socorro              | LINEAR        |
| 226074 | 2002 JD108             | 14 de maig de 2002   | Palomar              | NEAT          |
| 226075 | 2002 JM128             | 7 de maig de 2002    | Palomar              | NEAT          |
| 226076 | 2002 JZ137             | 9 de maig de 2002    | Palomar              | NEAT          |
| 226077 | 2002 JD138             | 9 de maig de 2002    | Palomar              | NEAT          |
| 226078 | 2002 KG16              | 25 de maig de 2002   | Palomar              | NEAT          |
| 226079 | 2002 LO                | 2 de juny de 2002    | Palomar              | NEAT          |
| 226080 | 2002 LT14              | 6 de juny de 2002    | Socorro              | LINEAR        |
| 226081 | 2002 LL17              | 6 de juny de 2002    | Socorro              | LINEAR        |
| 226082 | 2002 LQ20              | 6 de juny de 2002    | Socorro              | LINEAR        |
| 226083 | 2002 LW21              | 8 de juny de 2002    | Socorro              | LINEAR        |
| 226084 | 2002 LB34              | 9 de juny de 2002    | Socorro              | LINEAR        |
| 226085 | 2002 LN51              | 9 de juny de 2002    | Socorro              | LINEAR        |
| 226086 | 2002 LG52              | 9 de juny de 2002    | Palomar              | NEAT          |
| 226087 | 2002 NM26              | 9 de juliol de 2002  | Socorro              | LINEAR        |
| 226088 | 2002 NX45              | 13 de juliol de 2002 | Palomar              | NEAT          |
| 226089 | 2002 NA57              | 14 de juliol de 2002 | Palomar              | S. F. Hoenig  |
| 226090 | 2002 NQ60              | 12 de juliol de 2002 | Palomar              | NEAT          |
| 226091 | 2002 OX5               | 20 de juliol de 2002 | Palomar              | NEAT          |
| 226092 | 2002 OC10              | 21 de juliol de 2002 | Palomar              | NEAT          |
| 226093 | 2002 OG13              | 18 de juliol de 2002 | Socorro              | LINEAR        |
| 226094 | 2002 OS15              | 18 de juliol de 2002 | Socorro              | LINEAR        |
| 226095 | 2002 OU16              | 18 de juliol de 2002 | Socorro              | LINEAR        |
| 226096 | 2002 OP17              | 18 de juliol de 2002 | Socorro              | LINEAR        |
| 226097 | 2002 OM26              | 29 de juliol de 2002 | Palomar              | NEAT          |
| 226098 | 2002 PE4               | 4 d'agost de 2002    | Palomar              | NEAT          |
| 226099 | 2002 PV19              | 6 d'agost de 2002    | Palomar              | NEAT          |
| 226100 | 2002 PO20              | 6 d'agost de 2002    | Palomar              | NEAT          |

## 226101–226200
| Nom    | Designació provisional | Data de descobriment   | Lloc de descobriment | Descobridor/s            |
| ------ | ---------------------- | ---------------------- | -------------------- | ------------------------ |
| 226101 | 2002 PL32              | 6 d'agost de 2002      | Palomar              | NEAT                     |
| 226102 | 2002 PS36              | 6 d'agost de 2002      | Palomar              | NEAT                     |
| 226103 | 2002 PW47              | 10 d'agost de 2002     | Socorro              | LINEAR                   |
| 226104 | 2002 PO57              | 9 d'agost de 2002      | Socorro              | LINEAR                   |
| 226105 | 2002 PV66              | 6 d'agost de 2002      | Palomar              | NEAT                     |
| 226106 | 2002 PN79              | 11 d'agost de 2002     | Palomar              | NEAT                     |
| 226107 | 2002 PZ90              | 13 d'agost de 2002     | Socorro              | LINEAR                   |
| 226108 | 2002 PV97              | 14 d'agost de 2002     | Socorro              | LINEAR                   |
| 226109 | 2002 PU98              | 14 d'agost de 2002     | Socorro              | LINEAR                   |
| 226110 | 2002 PZ117             | 13 d'agost de 2002     | Palomar              | NEAT                     |
| 226111 | 2002 PH120             | 13 d'agost de 2002     | Anderson Mesa        | LONEOS                   |
| 226112 | 2002 PJ128             | 14 d'agost de 2002     | Socorro              | LINEAR                   |
| 226113 | 2002 PZ129             | 15 d'agost de 2002     | Anderson Mesa        | LONEOS                   |
| 226114 | 2002 PD133             | 14 d'agost de 2002     | Socorro              | LINEAR                   |
| 226115 | 2002 PF157             | 8 d'agost de 2002      | Palomar              | S. F. Hoenig             |
| 226116 | 2002 PE168             | 11 d'agost de 2002     | Palomar              | NEAT                     |
| 226117 | 2002 PA181             | 15 d'agost de 2002     | Palomar              | NEAT                     |
| 226118 | 2002 PB182             | 15 d'agost de 2002     | Palomar              | NEAT                     |
| 226119 | 2002 PN182             | 11 d'agost de 2002     | Palomar              | NEAT                     |
| 226120 | 2002 PP190             | 15 d'agost de 2002     | Palomar              | NEAT                     |
| 226121 | 2002 QG4               | 16 d'agost de 2002     | Haleakala            | NEAT                     |
| 226122 | 2002 QH59              | 18 d'agost de 2002     | Palomar              | NEAT                     |
| 226123 | 2002 QY67              | 28 d'agost de 2002     | Palomar              | NEAT                     |
| 226124 | 2002 QL68              | 29 d'agost de 2002     | Palomar              | NEAT                     |
| 226125 | 2002 QM73              | 29 d'agost de 2002     | Palomar              | NEAT                     |
| 226126 | 2002 RP14              | 4 de setembre de 2002  | Anderson Mesa        | LONEOS                   |
| 226127 | 2002 RQ17              | 4 de setembre de 2002  | Anderson Mesa        | LONEOS                   |
| 226128 | 2002 RU19              | 4 de setembre de 2002  | Anderson Mesa        | LONEOS                   |
| 226129 | 2002 RG22              | 4 de setembre de 2002  | Anderson Mesa        | LONEOS                   |
| 226130 | 2002 RM33              | 4 de setembre de 2002  | Anderson Mesa        | LONEOS                   |
| 226131 | 2002 RA44              | 5 de setembre de 2002  | Socorro              | LINEAR                   |
| 226132 | 2002 RK77              | 5 de setembre de 2002  | Socorro              | LINEAR                   |
| 226133 | 2002 RF79              | 5 de setembre de 2002  | Socorro              | LINEAR                   |
| 226134 | 2002 RG79              | 5 de setembre de 2002  | Socorro              | LINEAR                   |
| 226135 | 2002 RQ87              | 5 de setembre de 2002  | Socorro              | LINEAR                   |
| 226136 | 2002 RV93              | 5 de setembre de 2002  | Anderson Mesa        | LONEOS                   |
| 226137 | 2002 RS98              | 5 de setembre de 2002  | Anderson Mesa        | LONEOS                   |
| 226138 | 2002 RK123             | 8 de setembre de 2002  | Haleakala            | NEAT                     |
| 226139 | 2002 RQ123             | 9 de setembre de 2002  | Campo Imperatore     | CINEOS                   |
| 226140 | 2002 RN134             | 10 de setembre de 2002 | Palomar              | NEAT                     |
| 226141 | 2002 RG138             | 10 de setembre de 2002 | Palomar              | NEAT                     |
| 226142 | 2002 RC145             | 11 de setembre de 2002 | Palomar              | NEAT                     |
| 226143 | 2002 RN157             | 11 de setembre de 2002 | Palomar              | NEAT                     |
| 226144 | 2002 RN170             | 13 de setembre de 2002 | Palomar              | NEAT                     |
| 226145 | 2002 RZ173             | 13 de setembre de 2002 | Palomar              | NEAT                     |
| 226146 | 2002 RY242             | 14 de setembre de 2002 | Palomar              | NEAT                     |
| 226147 | 2002 RU247             | 9 de setembre de 2002  | Palomar              | NEAT                     |
| 226148 | 2002 RP255             | 10 de setembre de 2002 | Palomar              | NEAT                     |
| 226149 | 2002 RM259             | 15 de setembre de 2002 | Palomar              | NEAT                     |
| 226150 | 2002 RC264             | 11 de setembre de 2002 | Palomar              | NEAT                     |
| 226151 | 2002 SV3               | 26 de setembre de 2002 | Palomar              | NEAT                     |
| 226152 | 2002 SO4               | 27 de setembre de 2002 | Palomar              | NEAT                     |
| 226153 | 2002 SE7               | 27 de setembre de 2002 | Palomar              | NEAT                     |
| 226154 | 2002 SD18              | 28 de setembre de 2002 | Palomar              | NEAT                     |
| 226155 | 2002 SF21              | 26 de setembre de 2002 | Palomar              | NEAT                     |
| 226156 | 2002 SP31              | 28 de setembre de 2002 | Haleakala            | NEAT                     |
| 226157 | 2002 SV37              | 29 de setembre de 2002 | Haleakala            | NEAT                     |
| 226158 | 2002 SP44              | 29 de setembre de 2002 | Haleakala            | NEAT                     |
| 226159 | 2002 SN45              | 29 de setembre de 2002 | Kitt Peak            | Spacewatch               |
| 226160 | 2002 SW49              | 30 de setembre de 2002 | Haleakala            | NEAT                     |
| 226161 | 2002 SM50              | 30 de setembre de 2002 | Haleakala            | NEAT                     |
| 226162 | 2002 TQ16              | 2 d'octubre de 2002    | Socorro              | LINEAR                   |
| 226163 | 2002 TG20              | 2 d'octubre de 2002    | Socorro              | LINEAR                   |
| 226164 | 2002 TC24              | 2 d'octubre de 2002    | Socorro              | LINEAR                   |
| 226165 | 2002 TX43              | 2 d'octubre de 2002    | Socorro              | LINEAR                   |
| 226166 | 2002 TY43              | 2 d'octubre de 2002    | Socorro              | LINEAR                   |
| 226167 | 2002 TP46              | 2 d'octubre de 2002    | Socorro              | LINEAR                   |
| 226168 | 2002 TY55              | 1 d'octubre de 2002    | Anderson Mesa        | LONEOS                   |
| 226169 | 2002 TV58              | 3 d'octubre de 2002    | Socorro              | LINEAR                   |
| 226170 | 2002 TM62              | 3 d'octubre de 2002    | Campo Imperatore     | CINEOS                   |
| 226171 | 2002 TF71              | 3 d'octubre de 2002    | Palomar              | NEAT                     |
| 226172 | 2002 TJ71              | 3 d'octubre de 2002    | Palomar              | NEAT                     |
| 226173 | 2002 TU81              | 1 d'octubre de 2002    | Haleakala            | NEAT                     |
| 226174 | 2002 TN88              | 3 d'octubre de 2002    | Palomar              | NEAT                     |
| 226175 | 2002 TP97              | 2 d'octubre de 2002    | Campo Imperatore     | CINEOS                   |
| 226176 | 2002 TS103             | 4 d'octubre de 2002    | Socorro              | LINEAR                   |
| 226177 | 2002 TS111             | 3 d'octubre de 2002    | Socorro              | LINEAR                   |
| 226178 | 2002 TD134             | 4 d'octubre de 2002    | Palomar              | NEAT                     |
| 226179 | 2002 TS139             | 4 d'octubre de 2002    | Anderson Mesa        | LONEOS                   |
| 226180 | 2002 TT154             | 5 d'octubre de 2002    | Palomar              | NEAT                     |
| 226181 | 2002 TD157             | 5 d'octubre de 2002    | Palomar              | NEAT                     |
| 226182 | 2002 TG189             | 5 d'octubre de 2002    | Palomar              | NEAT                     |
| 226183 | 2002 TH189             | 5 d'octubre de 2002    | Socorro              | LINEAR                   |
| 226184 | 2002 TW195             | 3 d'octubre de 2002    | Socorro              | LINEAR                   |
| 226185 | 2002 TW204             | 4 d'octubre de 2002    | Socorro              | LINEAR                   |
| 226186 | 2002 TY222             | 7 d'octubre de 2002    | Socorro              | LINEAR                   |
| 226187 | 2002 TZ228             | 7 d'octubre de 2002    | Haleakala            | NEAT                     |
| 226188 | 2002 TH230             | 6 d'octubre de 2002    | Haleakala            | NEAT                     |
| 226189 | 2002 TK252             | 8 d'octubre de 2002    | Anderson Mesa        | LONEOS                   |
| 226190 | 2002 TL252             | 8 d'octubre de 2002    | Anderson Mesa        | LONEOS                   |
| 226191 | 2002 TC257             | 9 d'octubre de 2002    | Socorro              | LINEAR                   |
| 226192 | 2002 TZ280             | 10 d'octubre de 2002   | Socorro              | LINEAR                   |
| 226193 | 2002 TY285             | 10 d'octubre de 2002   | Socorro              | LINEAR                   |
| 226194 | 2002 TW337             | 5 d'octubre de 2002    | Apache Point         | Sloan Digital Sky Survey |
| 226195 | 2002 TW364             | 10 d'octubre de 2002   | Apache Point         | Sloan Digital Sky Survey |
| 226196 | 2002 TQ375             | 3 d'octubre de 2002    | Socorro              | LINEAR                   |
| 226197 | 2002 TS375             | 3 d'octubre de 2002    | Socorro              | LINEAR                   |
| 226198 | 2002 UN3               | 28 d'octubre de 2002   | Palomar              | NEAT                     |
| 226199 | 2002 UL10              | 28 d'octubre de 2002   | Haleakala            | NEAT                     |
| 226200 | 2002 UJ21              | 30 d'octubre de 2002   | Kitt Peak            | Spacewatch               |

## 226201–226300
| Nom    | Designació provisional | Data de descobriment   | Lloc de descobriment | Descobridor/s               |
| ------ | ---------------------- | ---------------------- | -------------------- | --------------------------- |
| 226201 | 2002 UH38              | 31 d'octubre de 2002   | Socorro              | LINEAR                      |
| 226202 | 2002 VS2               | 1 de novembre de 2002  | Haleakala            | NEAT                        |
| 226203 | 2002 VQ10              | 1 de novembre de 2002  | Palomar              | NEAT                        |
| 226204 | 2002 VX10              | 1 de novembre de 2002  | Palomar              | NEAT                        |
| 226205 | 2002 VT12              | 4 de novembre de 2002  | Palomar              | NEAT                        |
| 226206 | 2002 VP16              | 5 de novembre de 2002  | Socorro              | LINEAR                      |
| 226207 | 2002 VP20              | 5 de novembre de 2002  | La Palma             | La Palma                    |
| 226208 | 2002 VL36              | 5 de novembre de 2002  | Socorro              | LINEAR                      |
| 226209 | 2002 VO36              | 5 de novembre de 2002  | Anderson Mesa        | LONEOS                      |
| 226210 | 2002 VQ45              | 5 de novembre de 2002  | Socorro              | LINEAR                      |
| 226211 | 2002 VV48              | 5 de novembre de 2002  | Anderson Mesa        | LONEOS                      |
| 226212 | 2002 VP49              | 5 de novembre de 2002  | Anderson Mesa        | LONEOS                      |
| 226213 | 2002 VR51              | 6 de novembre de 2002  | Anderson Mesa        | LONEOS                      |
| 226214 | 2002 VV58              | 6 de novembre de 2002  | Haleakala            | NEAT                        |
| 226215 | 2002 VX61              | 5 de novembre de 2002  | Socorro              | LINEAR                      |
| 226216 | 2002 VF63              | 6 de novembre de 2002  | Anderson Mesa        | LONEOS                      |
| 226217 | 2002 VX63              | 6 de novembre de 2002  | Anderson Mesa        | LONEOS                      |
| 226218 | 2002 VN66              | 6 de novembre de 2002  | Socorro              | LINEAR                      |
| 226219 | 2002 VT85              | 12 de novembre de 2002 | Socorro              | LINEAR                      |
| 226220 | 2002 VY93              | 12 de novembre de 2002 | Socorro              | LINEAR                      |
| 226221 | 2002 VJ94              | 12 de novembre de 2002 | Socorro              | LINEAR                      |
| 226222 | 2002 VW104             | 12 de novembre de 2002 | Socorro              | LINEAR                      |
| 226223 | 2002 VP106             | 12 de novembre de 2002 | Socorro              | LINEAR                      |
| 226224 | 2002 VV119             | 12 de novembre de 2002 | Socorro              | LINEAR                      |
| 226225 | 2002 VQ126             | 12 de novembre de 2002 | Palomar              | NEAT                        |
| 226226 | 2002 VP131             | 5 de novembre de 2002  | Nyukasa              | Nyukasa                     |
| 226227 | 2002 VV134             | 6 de novembre de 2002  | Anderson Mesa        | LONEOS                      |
| 226228 | 2002 VX135             | 7 de novembre de 2002  | Socorro              | LINEAR                      |
| 226229 | 2002 VL139             | 13 de novembre de 2002 | Palomar              | NEAT                        |
| 226230 | 2002 VZ143             | 4 de novembre de 2002  | Palomar              | NEAT                        |
| 226231 | 2002 WD6               | 24 de novembre de 2002 | Palomar              | NEAT                        |
| 226232 | 2002 WV6               | 24 de novembre de 2002 | Palomar              | NEAT                        |
| 226233 | 2002 WG20              | 25 de novembre de 2002 | Palomar              | S. F. Hoenig                |
| 226234 | 2002 WV29              | 22 de novembre de 2002 | Palomar              | NEAT                        |
| 226235 | 2002 WH30              | 24 de novembre de 2002 | Palomar              | NEAT                        |
| 226236 | 2002 XZ13              | 3 de desembre de 2002  | Palomar              | NEAT                        |
| 226237 | 2002 XQ14              | 5 de desembre de 2002  | Socorro              | LINEAR                      |
| 226238 | 2002 XC23              | 5 de desembre de 2002  | Socorro              | LINEAR                      |
| 226239 | 2002 XZ25              | 5 de desembre de 2002  | Socorro              | LINEAR                      |
| 226240 | 2002 XX31              | 6 de desembre de 2002  | Socorro              | LINEAR                      |
| 226241 | 2002 XU42              | 8 de desembre de 2002  | Desert Eagle         | W. K. Y. Yeung              |
| 226242 | 2002 XQ43              | 6 de desembre de 2002  | Socorro              | LINEAR                      |
| 226243 | 2002 XC45              | 8 de desembre de 2002  | Haleakala            | NEAT                        |
| 226244 | 2002 XU48              | 10 de desembre de 2002 | Socorro              | LINEAR                      |
| 226245 | 2002 XV52              | 10 de desembre de 2002 | Socorro              | LINEAR                      |
| 226246 | 2002 XP60              | 10 de desembre de 2002 | Socorro              | LINEAR                      |
| 226247 | 2002 XV72              | 11 de desembre de 2002 | Socorro              | LINEAR                      |
| 226248 | 2002 XZ73              | 11 de desembre de 2002 | Socorro              | LINEAR                      |
| 226249 | 2002 XQ75              | 11 de desembre de 2002 | Socorro              | LINEAR                      |
| 226250 | 2002 XS115             | 5 de desembre de 2002  | Socorro              | LINEAR                      |
| 226251 | 2002 YS1               | 27 de desembre de 2002 | Anderson Mesa        | LONEOS                      |
| 226252 | 2002 YC3               | 26 de desembre de 2002 | Nogales              | Tenagra II                  |
| 226253 | 2002 YV6               | 28 de desembre de 2002 | Anderson Mesa        | LONEOS                      |
| 226254 | 2002 YO8               | 31 de desembre de 2002 | Socorro              | LINEAR                      |
| 226255 | 2002 YE24              | 31 de desembre de 2002 | Socorro              | LINEAR                      |
| 226256 | 2002 YF25              | 31 de desembre de 2002 | Socorro              | LINEAR                      |
| 226257 | 2002 YZ31              | 31 de desembre de 2002 | Socorro              | LINEAR                      |
| 226258 | 2003 AH                | 1 de gener de 2003     | Socorro              | LINEAR                      |
| 226259 | 2003 AQ                | 1 de gener de 2003     | Socorro              | LINEAR                      |
| 226260 | 2003 AQ24              | 4 de gener de 2003     | Socorro              | LINEAR                      |
| 226261 | 2003 AN25              | 4 de gener de 2003     | Socorro              | LINEAR                      |
| 226262 | 2003 AD30              | 4 de gener de 2003     | Kitt Peak            | Spacewatch                  |
| 226263 | 2003 AM32              | 5 de gener de 2003     | Socorro              | LINEAR                      |
| 226264 | 2003 AS36              | 7 de gener de 2003     | Socorro              | LINEAR                      |
| 226265 | 2003 AE49              | 5 de gener de 2003     | Socorro              | LINEAR                      |
| 226266 | 2003 AM53              | 5 de gener de 2003     | Socorro              | LINEAR                      |
| 226267 | 2003 AK54              | 5 de gener de 2003     | Socorro              | LINEAR                      |
| 226268 | 2003 AN55              | 5 de gener de 2003     | Socorro              | LINEAR                      |
| 226269 | 2003 AC57              | 5 de gener de 2003     | Socorro              | LINEAR                      |
| 226270 | 2003 AW63              | 8 de gener de 2003     | Socorro              | LINEAR                      |
| 226271 | 2003 AU66              | 7 de gener de 2003     | Socorro              | LINEAR                      |
| 226272 | 2003 AC70              | 8 de gener de 2003     | Socorro              | LINEAR                      |
| 226273 | 2003 AO70              | 10 de gener de 2003    | Socorro              | LINEAR                      |
| 226274 | 2003 AP78              | 10 de gener de 2003    | Kitt Peak            | Spacewatch                  |
| 226275 | 2003 AG80              | 10 de gener de 2003    | Socorro              | LINEAR                      |
| 226276 | 2003 AC81              | 11 de gener de 2003    | Socorro              | LINEAR                      |
| 226277 | 2003 AR92              | 9 de gener de 2003     | Socorro              | LINEAR                      |
| 226278 | 2003 AY92              | 9 de gener de 2003     | Socorro              | LINEAR                      |
| 226279 | 2003 BN                | 23 de gener de 2003    | Needville            | J. Dellinger                |
| 226280 | 2003 BU2               | 26 de gener de 2003    | Anderson Mesa        | LONEOS                      |
| 226281 | 2003 BG6               | 23 de gener de 2003    | Kvistaberg           | Uppsala-DLR Asteroid Survey |
| 226282 | 2003 BS13              | 26 de gener de 2003    | Haleakala            | NEAT                        |
| 226283 | 2003 BH15              | 26 de gener de 2003    | Haleakala            | NEAT                        |
| 226284 | 2003 BC17              | 26 de gener de 2003    | Haleakala            | NEAT                        |
| 226285 | 2003 BR20              | 27 de gener de 2003    | Socorro              | LINEAR                      |
| 226286 | 2003 BC29              | 27 de gener de 2003    | Anderson Mesa        | LONEOS                      |
| 226287 | 2003 BB30              | 27 de gener de 2003    | Socorro              | LINEAR                      |
| 226288 | 2003 BB35              | 27 de gener de 2003    | Socorro              | LINEAR                      |
| 226289 | 2003 BD38              | 27 de gener de 2003    | Anderson Mesa        | LONEOS                      |
| 226290 | 2003 BL38              | 27 de gener de 2003    | Anderson Mesa        | LONEOS                      |
| 226291 | 2003 BX41              | 29 de gener de 2003    | Kitt Peak            | Spacewatch                  |
| 226292 | 2003 BF50              | 27 de gener de 2003    | Socorro              | LINEAR                      |
| 226293 | 2003 BT50              | 27 de gener de 2003    | Socorro              | LINEAR                      |
| 226294 | 2003 BV52              | 27 de gener de 2003    | Anderson Mesa        | LONEOS                      |
| 226295 | 2003 BH61              | 27 de gener de 2003    | Haleakala            | NEAT                        |
| 226296 | 2003 BO65              | 30 de gener de 2003    | Anderson Mesa        | LONEOS                      |
| 226297 | 2003 BP68              | 28 de gener de 2003    | Kitt Peak            | Spacewatch                  |
| 226298 | 2003 BY68              | 29 de gener de 2003    | Palomar              | NEAT                        |
| 226299 | 2003 BJ69              | 29 de gener de 2003    | Kvistaberg           | Uppsala-DLR Asteroid Survey |
| 226300 | 2003 BK69              | 30 de gener de 2003    | Kitt Peak            | Spacewatch                  |

## 226301–226400
| Nom    | Designació provisional | Data de descobriment | Lloc de descobriment | Descobridor/s      |
| ------ | ---------------------- | -------------------- | -------------------- | ------------------ |
| 226301 | 2003 BP74              | 29 de gener de 2003  | Palomar              | NEAT               |
| 226302 | 2003 BR75              | 29 de gener de 2003  | Palomar              | NEAT               |
| 226303 | 2003 BL77              | 30 de gener de 2003  | Anderson Mesa        | LONEOS             |
| 226304 | 2003 BE82              | 30 de gener de 2003  | Anderson Mesa        | LONEOS             |
| 226305 | 2003 BR89              | 28 de gener de 2003  | Socorro              | LINEAR             |
| 226306 | 2003 BP90              | 30 de gener de 2003  | Anderson Mesa        | LONEOS             |
| 226307 | 2003 BA92              | 30 de gener de 2003  | Anderson Mesa        | LONEOS             |
| 226308 | 2003 CN2               | 1 de febrer de 2003  | Haleakala            | NEAT               |
| 226309 | 2003 CN4               | 1 de febrer de 2003  | Socorro              | LINEAR             |
| 226310 | 2003 CA6               | 1 de febrer de 2003  | Socorro              | LINEAR             |
| 226311 | 2003 CX7               | 1 de febrer de 2003  | Socorro              | LINEAR             |
| 226312 | 2003 CN12              | 2 de febrer de 2003  | Palomar              | NEAT               |
| 226313 | 2003 CH19              | 8 de febrer de 2003  | Socorro              | LINEAR             |
| 226314 | 2003 DU3               | 22 de febrer de 2003 | Palomar              | NEAT               |
| 226315 | 2003 DD6               | 22 de febrer de 2003 | Palomar              | NEAT               |
| 226316 | 2003 DU11              | 25 de febrer de 2003 | Campo Imperatore     | CINEOS             |
| 226317 | 2003 DJ13              | 27 de febrer de 2003 | Klet                 | M. Tichy, M. Kocer |
| 226318 | 2003 DG18              | 19 de febrer de 2003 | Palomar              | NEAT               |
| 226319 | 2003 DQ20              | 22 de febrer de 2003 | Palomar              | NEAT               |
| 226320 | 2003 EK3               | 6 de març de 2003    | Socorro              | LINEAR             |
| 226321 | 2003 EP3               | 6 de març de 2003    | Socorro              | LINEAR             |
| 226322 | 2003 EL18              | 6 de març de 2003    | Anderson Mesa        | LONEOS             |
| 226323 | 2003 EM18              | 6 de març de 2003    | Anderson Mesa        | LONEOS             |
| 226324 | 2003 EB26              | 6 de març de 2003    | Anderson Mesa        | LONEOS             |
| 226325 | 2003 ER26              | 6 de març de 2003    | Anderson Mesa        | LONEOS             |
| 226326 | 2003 ED29              | 6 de març de 2003    | Socorro              | LINEAR             |
| 226327 | 2003 EE34              | 7 de març de 2003    | Socorro              | LINEAR             |
| 226328 | 2003 ET36              | 8 de març de 2003    | Anderson Mesa        | LONEOS             |
| 226329 | 2003 EX41              | 7 de març de 2003    | Palomar              | NEAT               |
| 226330 | 2003 EA49              | 9 de març de 2003    | Socorro              | LINEAR             |
| 226331 | 2003 FL                | 22 de març de 2003   | Wrightwood           | J. W. Young        |
| 226332 | 2003 FE22              | 25 de març de 2003   | Kitt Peak            | Spacewatch         |
| 226333 | 2003 FB40              | 24 de març de 2003   | Kitt Peak            | Spacewatch         |
| 226334 | 2003 FV41              | 25 de març de 2003   | Haleakala            | NEAT               |
| 226335 | 2003 FS46              | 24 de març de 2003   | Kitt Peak            | Spacewatch         |
| 226336 | 2003 FX47              | 24 de març de 2003   | Kitt Peak            | Spacewatch         |
| 226337 | 2003 FA66              | 26 de març de 2003   | Kitt Peak            | Spacewatch         |
| 226338 | 2003 FQ71              | 26 de març de 2003   | Kitt Peak            | Spacewatch         |
| 226339 | 2003 FO72              | 26 de març de 2003   | Palomar              | NEAT               |
| 226340 | 2003 FH77              | 27 de març de 2003   | Palomar              | NEAT               |
| 226341 | 2003 FE80              | 27 de març de 2003   | Palomar              | NEAT               |
| 226342 | 2003 FV81              | 27 de març de 2003   | Kitt Peak            | Spacewatch         |
| 226343 | 2003 FL120             | 23 de març de 2003   | Kitt Peak            | Spacewatch         |
| 226344 | 2003 FX121             | 25 de març de 2003   | Anderson Mesa        | LONEOS             |
| 226345 | 2003 FM122             | 31 de març de 2003   | Cerro Tololo         | Deep Lens Survey   |
| 226346 | 2003 FG126             | 31 de març de 2003   | Kitt Peak            | Spacewatch         |
| 226347 | 2003 FE132             | 23 de març de 2003   | Kitt Peak            | Spacewatch         |
| 226348 | 2003 FW132             | 23 de març de 2003   | Kitt Peak            | Spacewatch         |
| 226349 | 2003 FL133             | 27 de març de 2003   | Kitt Peak            | Spacewatch         |
| 226350 | 2003 GA8               | 3 d'abril de 2003    | Anderson Mesa        | LONEOS             |
| 226351 | 2003 GH11              | 3 d'abril de 2003    | Anderson Mesa        | LONEOS             |
| 226352 | 2003 GZ13              | 4 d'abril de 2003    | Kitt Peak            | Spacewatch         |
| 226353 | 2003 GG17              | 6 d'abril de 2003    | Socorro              | LINEAR             |
| 226354 | 2003 GC23              | 3 d'abril de 2003    | Anderson Mesa        | LONEOS             |
| 226355 | 2003 GR24              | 7 d'abril de 2003    | Kitt Peak            | Spacewatch         |
| 226356 | 2003 GN52              | 1 d'abril de 2003    | Kitt Peak            | M. W. Buie         |
| 226357 | 2003 GX54              | 4 d'abril de 2003    | Kitt Peak            | Spacewatch         |
| 226358 | 2003 GL56              | 7 d'abril de 2003    | Kitt Peak            | Spacewatch         |
| 226359 | 2003 HL2               | 25 d'abril de 2003   | Socorro              | LINEAR             |
| 226360 | 2003 HO7               | 24 d'abril de 2003   | Anderson Mesa        | LONEOS             |
| 226361 | 2003 HP13              | 25 d'abril de 2003   | Kitt Peak            | Spacewatch         |
| 226362 | 2003 HY27              | 26 d'abril de 2003   | Kitt Peak            | Spacewatch         |
| 226363 | 2003 HA29              | 28 d'abril de 2003   | Socorro              | LINEAR             |
| 226364 | 2003 HQ36              | 29 d'abril de 2003   | Anderson Mesa        | LONEOS             |
| 226365 | 2003 HD39              | 29 d'abril de 2003   | Socorro              | LINEAR             |
| 226366 | 2003 HG49              | 28 d'abril de 2003   | Socorro              | LINEAR             |
| 226367 | 2003 HW58              | 28 d'abril de 2003   | Kitt Peak            | Spacewatch         |
| 226368 | 2003 JD3               | 1 de maig de 2003    | Kitt Peak            | Spacewatch         |
| 226369 | 2003 JJ5               | 1 de maig de 2003    | Socorro              | LINEAR             |
| 226370 | 2003 JZ5               | 1 de maig de 2003    | Kitt Peak            | Spacewatch         |
| 226371 | 2003 JR7               | 2 de maig de 2003    | Socorro              | LINEAR             |
| 226372 | 2003 JV7               | 2 de maig de 2003    | Socorro              | LINEAR             |
| 226373 | 2003 JH10              | 1 de maig de 2003    | Haleakala            | NEAT               |
| 226374 | 2003 JQ11              | 3 de maig de 2003    | Kitt Peak            | Spacewatch         |
| 226375 | 2003 KY11              | 26 de maig de 2003   | Kitt Peak            | Spacewatch         |
| 226376 | 2003 KM15              | 26 de maig de 2003   | Kitt Peak            | Spacewatch         |
| 226377 | 2003 KC30              | 25 de maig de 2003   | Kitt Peak            | Spacewatch         |
| 226378 | 2003 KO30              | 26 de maig de 2003   | Kitt Peak            | Spacewatch         |
| 226379 | 2003 KP32              | 27 de maig de 2003   | Kitt Peak            | Spacewatch         |
| 226380 | 2003 KE33              | 27 de maig de 2003   | Kitt Peak            | Spacewatch         |
| 226381 | 2003 NT1               | 2 de juliol de 2003  | Socorro              | LINEAR             |
| 226382 | 2003 NZ3               | 3 de juliol de 2003  | Kitt Peak            | Spacewatch         |
| 226383 | 2003 NT8               | 2 de juliol de 2003  | Anderson Mesa        | LONEOS             |
| 226384 | 2003 OK3               | 22 de juliol de 2003 | Haleakala            | NEAT               |
| 226385 | 2003 ON6               | 23 de juliol de 2003 | Socorro              | LINEAR             |
| 226386 | 2003 OX6               | 23 de juliol de 2003 | Palomar              | NEAT               |
| 226387 | 2003 OD20              | 30 de juliol de 2003 | Campo Imperatore     | CINEOS             |
| 226388 | 2003 OS20              | 31 de juliol de 2003 | Reedy Creek          | J. Broughton       |
| 226389 | 2003 OJ32              | 22 de juliol de 2003 | Socorro              | LINEAR             |
| 226390 | 2003 PU6               | 1 d'agost de 2003    | Socorro              | LINEAR             |
| 226391 | 2003 PN7               | 2 d'agost de 2003    | Haleakala            | NEAT               |
| 226392 | 2003 QL4               | 18 d'agost de 2003   | Campo Imperatore     | CINEOS             |
| 226393 | 2003 QV4               | 20 d'agost de 2003   | Palomar              | NEAT               |
| 226394 | 2003 QM6               | 19 d'agost de 2003   | Campo Imperatore     | CINEOS             |
| 226395 | 2003 QZ13              | 19 d'agost de 2003   | Campo Imperatore     | CINEOS             |
| 226396 | 2003 QK14              | 20 d'agost de 2003   | Palomar              | NEAT               |
| 226397 | 2003 QT14              | 20 d'agost de 2003   | Palomar              | NEAT               |
| 226398 | 2003 QH20              | 22 d'agost de 2003   | Palomar              | NEAT               |
| 226399 | 2003 QH21              | 22 d'agost de 2003   | Palomar              | NEAT               |
| 226400 | 2003 QX35              | 22 d'agost de 2003   | Palomar              | NEAT               |

## 226401–226500
| Nom    | Designació provisional | Data de descobriment   | Lloc de descobriment | Descobridor/s |
| ------ | ---------------------- | ---------------------- | -------------------- | ------------- |
| 226401 | 2003 QV46              | 24 d'agost de 2003     | Socorro              | LINEAR        |
| 226402 | 2003 QD51              | 22 d'agost de 2003     | Palomar              | NEAT          |
| 226403 | 2003 QT58              | 23 d'agost de 2003     | Palomar              | NEAT          |
| 226404 | 2003 QV60              | 23 d'agost de 2003     | Socorro              | LINEAR        |
| 226405 | 2003 QK67              | 23 d'agost de 2003     | Socorro              | LINEAR        |
| 226406 | 2003 QA70              | 27 d'agost de 2003     | Palomar              | NEAT          |
| 226407 | 2003 QU77              | 24 d'agost de 2003     | Socorro              | LINEAR        |
| 226408 | 2003 QM81              | 23 d'agost de 2003     | Cerro Tololo         | M. W. Buie    |
| 226409 | 2003 QM85              | 24 d'agost de 2003     | Cerro Tololo         | M. W. Buie    |
| 226410 | 2003 QU92              | 27 d'agost de 2003     | Palomar              | NEAT          |
| 226411 | 2003 QE94              | 28 d'agost de 2003     | Haleakala            | NEAT          |
| 226412 | 2003 QY94              | 29 d'agost de 2003     | Haleakala            | NEAT          |
| 226413 | 2003 QF101             | 28 d'agost de 2003     | Haleakala            | NEAT          |
| 226414 | 2003 QE106             | 30 d'agost de 2003     | Kitt Peak            | Spacewatch    |
| 226415 | 2003 QE114             | 23 d'agost de 2003     | Campo Imperatore     | CINEOS        |
| 226416 | 2003 QG115             | 27 d'agost de 2003     | Palomar              | NEAT          |
| 226417 | 2003 RG3               | 1 de setembre de 2003  | Socorro              | LINEAR        |
| 226418 | 2003 RT4               | 3 de setembre de 2003  | Haleakala            | NEAT          |
| 226419 | 2003 RJ5               | 2 de setembre de 2003  | Socorro              | LINEAR        |
| 226420 | 2003 RF7               | 4 de setembre de 2003  | Campo Imperatore     | CINEOS        |
| 226421 | 2003 RU7               | 4 de setembre de 2003  | Reedy Creek          | J. Broughton  |
| 226422 | 2003 RE10              | 2 de setembre de 2003  | Bergisch Gladbac     | W. Bickel     |
| 226423 | 2003 RQ14              | 15 de setembre de 2003 | Haleakala            | NEAT          |
| 226424 | 2003 RG23              | 13 de setembre de 2003 | Haleakala            | NEAT          |
| 226425 | 2003 SC1               | 16 de setembre de 2003 | Kitt Peak            | Spacewatch    |
| 226426 | 2003 SJ10              | 17 de setembre de 2003 | Kitt Peak            | Spacewatch    |
| 226427 | 2003 SF19              | 16 de setembre de 2003 | Kitt Peak            | Spacewatch    |
| 226428 | 2003 SC22              | 16 de setembre de 2003 | Kitt Peak            | Spacewatch    |
| 226429 | 2003 SS22              | 16 de setembre de 2003 | Kitt Peak            | Spacewatch    |
| 226430 | 2003 SU24              | 17 de setembre de 2003 | Haleakala            | NEAT          |
| 226431 | 2003 SB25              | 17 de setembre de 2003 | Kitt Peak            | Spacewatch    |
| 226432 | 2003 SQ25              | 17 de setembre de 2003 | Kitt Peak            | Spacewatch    |
| 226433 | 2003 SH28              | 18 de setembre de 2003 | Palomar              | NEAT          |
| 226434 | 2003 SP29              | 18 de setembre de 2003 | Palomar              | NEAT          |
| 226435 | 2003 SY30              | 18 de setembre de 2003 | Palomar              | NEAT          |
| 226436 | 2003 SH34              | 18 de setembre de 2003 | Kitt Peak            | Spacewatch    |
| 226437 | 2003 SF39              | 16 de setembre de 2003 | Palomar              | NEAT          |
| 226438 | 2003 SS40              | 16 de setembre de 2003 | Palomar              | NEAT          |
| 226439 | 2003 SP47              | 18 de setembre de 2003 | Palomar              | NEAT          |
| 226440 | 2003 SZ47              | 18 de setembre de 2003 | Palomar              | NEAT          |
| 226441 | 2003 SD48              | 18 de setembre de 2003 | Palomar              | NEAT          |
| 226442 | 2003 SE49              | 18 de setembre de 2003 | Palomar              | NEAT          |
| 226443 | 2003 SA53              | 19 de setembre de 2003 | Palomar              | NEAT          |
| 226444 | 2003 SN65              | 18 de setembre de 2003 | Anderson Mesa        | LONEOS        |
| 226445 | 2003 SP66              | 18 de setembre de 2003 | Campo Imperatore     | CINEOS        |
| 226446 | 2003 SB71              | 18 de setembre de 2003 | Kitt Peak            | Spacewatch    |
| 226447 | 2003 SM74              | 18 de setembre de 2003 | Kitt Peak            | Spacewatch    |
| 226448 | 2003 SN74              | 18 de setembre de 2003 | Kitt Peak            | Spacewatch    |
| 226449 | 2003 SE79              | 19 de setembre de 2003 | Kitt Peak            | Spacewatch    |
| 226450 | 2003 SG97              | 19 de setembre de 2003 | Palomar              | NEAT          |
| 226451 | 2003 SU98              | 19 de setembre de 2003 | Haleakala            | NEAT          |
| 226452 | 2003 SV98              | 19 de setembre de 2003 | Haleakala            | NEAT          |
| 226453 | 2003 SG101             | 20 de setembre de 2003 | Palomar              | NEAT          |
| 226454 | 2003 SC105             | 20 de setembre de 2003 | Palomar              | NEAT          |
| 226455 | 2003 SK105             | 20 de setembre de 2003 | Haleakala            | NEAT          |
| 226456 | 2003 SH107             | 20 de setembre de 2003 | Palomar              | NEAT          |
| 226457 | 2003 SL111             | 19 de setembre de 2003 | Palomar              | NEAT          |
| 226458 | 2003 SD124             | 18 de setembre de 2003 | Palomar              | NEAT          |
| 226459 | 2003 SG139             | 20 de setembre de 2003 | Socorro              | LINEAR        |
| 226460 | 2003 SZ140             | 19 de setembre de 2003 | Palomar              | NEAT          |
| 226461 | 2003 SH142             | 20 de setembre de 2003 | Palomar              | NEAT          |
| 226462 | 2003 SP143             | 20 de setembre de 2003 | Palomar              | NEAT          |
| 226463 | 2003 SD144             | 21 de setembre de 2003 | Haleakala            | NEAT          |
| 226464 | 2003 SW144             | 19 de setembre de 2003 | Haleakala            | NEAT          |
| 226465 | 2003 SS148             | 16 de setembre de 2003 | Kitt Peak            | Spacewatch    |
| 226466 | 2003 ST151             | 18 de setembre de 2003 | Palomar              | NEAT          |
| 226467 | 2003 SE157             | 19 de setembre de 2003 | Anderson Mesa        | LONEOS        |
| 226468 | 2003 SK160             | 22 de setembre de 2003 | Palomar              | NEAT          |
| 226469 | 2003 SP167             | 22 de setembre de 2003 | Kitt Peak            | Spacewatch    |
| 226470 | 2003 SV168             | 23 de setembre de 2003 | Haleakala            | NEAT          |
| 226471 | 2003 SK173             | 18 de setembre de 2003 | Socorro              | LINEAR        |
| 226472 | 2003 SD174             | 18 de setembre de 2003 | Palomar              | NEAT          |
| 226473 | 2003 SA175             | 18 de setembre de 2003 | Kitt Peak            | Spacewatch    |
| 226474 | 2003 SS175             | 18 de setembre de 2003 | Palomar              | NEAT          |
| 226475 | 2003 SJ179             | 19 de setembre de 2003 | Palomar              | NEAT          |
| 226476 | 2003 SL179             | 19 de setembre de 2003 | Palomar              | NEAT          |
| 226477 | 2003 SF180             | 19 de setembre de 2003 | Kitt Peak            | Spacewatch    |
| 226478 | 2003 SQ184             | 21 de setembre de 2003 | Kitt Peak            | Spacewatch    |
| 226479 | 2003 SV185             | 22 de setembre de 2003 | Anderson Mesa        | LONEOS        |
| 226480 | 2003 SB188             | 22 de setembre de 2003 | Socorro              | LINEAR        |
| 226481 | 2003 SQ193             | 20 de setembre de 2003 | Haleakala            | NEAT          |
| 226482 | 2003 ST197             | 21 de setembre de 2003 | Anderson Mesa        | LONEOS        |
| 226483 | 2003 SX214             | 27 de setembre de 2003 | Socorro              | LINEAR        |
| 226484 | 2003 SV237             | 26 de setembre de 2003 | Socorro              | LINEAR        |
| 226485 | 2003 SO238             | 27 de setembre de 2003 | Socorro              | LINEAR        |
| 226486 | 2003 SV241             | 27 de setembre de 2003 | Socorro              | LINEAR        |
| 226487 | 2003 SK248             | 26 de setembre de 2003 | Socorro              | LINEAR        |
| 226488 | 2003 SE249             | 26 de setembre de 2003 | Socorro              | LINEAR        |
| 226489 | 2003 ST262             | 28 de setembre de 2003 | Socorro              | LINEAR        |
| 226490 | 2003 SX272             | 27 de setembre de 2003 | Socorro              | LINEAR        |
| 226491 | 2003 SR274             | 28 de setembre de 2003 | Kitt Peak            | Spacewatch    |
| 226492 | 2003 SD282             | 19 de setembre de 2003 | Anderson Mesa        | LONEOS        |
| 226493 | 2003 SA284             | 20 de setembre de 2003 | Socorro              | LINEAR        |
| 226494 | 2003 SN284             | 20 de setembre de 2003 | Socorro              | LINEAR        |
| 226495 | 2003 SJ286             | 21 de setembre de 2003 | Palomar              | NEAT          |
| 226496 | 2003 SU291             | 30 de setembre de 2003 | Socorro              | LINEAR        |
| 226497 | 2003 SN292             | 25 de setembre de 2003 | Palomar              | NEAT          |
| 226498 | 2003 SL293             | 27 de setembre de 2003 | Socorro              | LINEAR        |
| 226499 | 2003 SP296             | 29 de setembre de 2003 | Anderson Mesa        | LONEOS        |
| 226500 | 2003 SH309             | 27 de setembre de 2003 | Socorro              | LINEAR        |

## 226501–226600
| Nom    | Designació provisional | Data de descobriment   | Lloc de descobriment | Descobridor/s            |
| ------ | ---------------------- | ---------------------- | -------------------- | ------------------------ |
| 226501 | 2003 SN315             | 28 de setembre de 2003 | Haleakala            | NEAT                     |
| 226502 | 2003 SY318             | 19 de setembre de 2003 | Anderson Mesa        | LONEOS                   |
| 226503 | 2003 SB319             | 20 de setembre de 2003 | Socorro              | LINEAR                   |
| 226504 | 2003 SX320             | 18 de setembre de 2003 | Kitt Peak            | Spacewatch               |
| 226505 | 2003 SC322             | 27 de setembre de 2003 | Desert Eagle         | W. K. Y. Yeung           |
| 226506 | 2003 SB329             | 21 de setembre de 2003 | Kitt Peak            | Spacewatch               |
| 226507 | 2003 TT                | 3 d'octubre de 2003    | Kingsnake            | J. V. McClusky           |
| 226508 | 2003 TJ10              | 15 d'octubre de 2003   | Crni Vrh             | Crni Vrh                 |
| 226509 | 2003 TB16              | 15 d'octubre de 2003   | Anderson Mesa        | LONEOS                   |
| 226510 | 2003 TA42              | 2 d'octubre de 2003    | Kitt Peak            | Spacewatch               |
| 226511 | 2003 UU1               | 16 d'octubre de 2003   | Kitt Peak            | Spacewatch               |
| 226512 | 2003 UC25              | 20 d'octubre de 2003   | Kingsnake            | J. V. McClusky           |
| 226513 | 2003 UP27              | 16 d'octubre de 2003   | Goodricke-Pigott     | R. A. Tucker             |
| 226514 | 2003 UX34              | 26 d'octubre de 2003   | Kitt Peak            | Spacewatch               |
| 226515 | 2003 UO45              | 18 d'octubre de 2003   | Junk Bond            | Junk Bond                |
| 226516 | 2003 UR46              | 18 d'octubre de 2003   | Kitt Peak            | Spacewatch               |
| 226517 | 2003 UA47              | 21 d'octubre de 2003   | Goodricke-Pigott     | R. A. Tucker             |
| 226518 | 2003 UC60              | 17 d'octubre de 2003   | Anderson Mesa        | LONEOS                   |
| 226519 | 2003 UW61              | 16 d'octubre de 2003   | Anderson Mesa        | LONEOS                   |
| 226520 | 2003 UU62              | 16 d'octubre de 2003   | Palomar              | NEAT                     |
| 226521 | 2003 UW66              | 18 d'octubre de 2003   | Palomar              | NEAT                     |
| 226522 | 2003 UT79              | 19 d'octubre de 2003   | Kitt Peak            | Spacewatch               |
| 226523 | 2003 UO93              | 17 d'octubre de 2003   | Kitt Peak            | Spacewatch               |
| 226524 | 2003 UQ96              | 19 d'octubre de 2003   | Kitt Peak            | Spacewatch               |
| 226525 | 2003 UF98              | 19 d'octubre de 2003   | Anderson Mesa        | LONEOS                   |
| 226526 | 2003 UK105             | 18 d'octubre de 2003   | Kitt Peak            | Spacewatch               |
| 226527 | 2003 UZ124             | 20 d'octubre de 2003   | Socorro              | LINEAR                   |
| 226528 | 2003 UJ125             | 20 d'octubre de 2003   | Socorro              | LINEAR                   |
| 226529 | 2003 UV139             | 16 d'octubre de 2003   | Anderson Mesa        | LONEOS                   |
| 226530 | 2003 UY141             | 18 d'octubre de 2003   | Anderson Mesa        | LONEOS                   |
| 226531 | 2003 UO142             | 18 d'octubre de 2003   | Anderson Mesa        | LONEOS                   |
| 226532 | 2003 UC155             | 20 d'octubre de 2003   | Socorro              | LINEAR                   |
| 226533 | 2003 UE161             | 21 d'octubre de 2003   | Kitt Peak            | Spacewatch               |
| 226534 | 2003 UO161             | 21 d'octubre de 2003   | Palomar              | NEAT                     |
| 226535 | 2003 UG180             | 21 d'octubre de 2003   | Socorro              | LINEAR                   |
| 226536 | 2003 UK180             | 21 d'octubre de 2003   | Socorro              | LINEAR                   |
| 226537 | 2003 UF183             | 21 d'octubre de 2003   | Palomar              | NEAT                     |
| 226538 | 2003 UZ195             | 20 d'octubre de 2003   | Kitt Peak            | Spacewatch               |
| 226539 | 2003 UW216             | 21 d'octubre de 2003   | Socorro              | LINEAR                   |
| 226540 | 2003 UK218             | 21 d'octubre de 2003   | Socorro              | LINEAR                   |
| 226541 | 2003 UJ221             | 22 d'octubre de 2003   | Kitt Peak            | Spacewatch               |
| 226542 | 2003 UM222             | 22 d'octubre de 2003   | Socorro              | LINEAR                   |
| 226543 | 2003 UX235             | 22 d'octubre de 2003   | Kitt Peak            | Spacewatch               |
| 226544 | 2003 UZ245             | 24 d'octubre de 2003   | Socorro              | LINEAR                   |
| 226545 | 2003 UL253             | 21 d'octubre de 2003   | Anderson Mesa        | LONEOS                   |
| 226546 | 2003 UK278             | 25 d'octubre de 2003   | Socorro              | LINEAR                   |
| 226547 | 2003 UY279             | 27 d'octubre de 2003   | Socorro              | LINEAR                   |
| 226548 | 2003 UU282             | 29 d'octubre de 2003   | Anderson Mesa        | LONEOS                   |
| 226549 | 2003 UA304             | 17 d'octubre de 2003   | Kitt Peak            | Spacewatch               |
| 226550 | 2003 UW307             | 18 d'octubre de 2003   | Kitt Peak            | Spacewatch               |
| 226551 | 2003 UB351             | 19 d'octubre de 2003   | Apache Point         | Sloan Digital Sky Survey |
| 226552 | 2003 WN6               | 16 de novembre de 2003 | Kitt Peak            | Spacewatch               |
| 226553 | 2003 WB16              | 16 de novembre de 2003 | Kitt Peak            | Spacewatch               |
| 226554 | 2003 WR21              | 20 de novembre de 2003 | Catalina             | CSS                      |
| 226555 | 2003 WT27              | 16 de novembre de 2003 | Kitt Peak            | Spacewatch               |
| 226556 | 2003 WS33              | 18 de novembre de 2003 | Palomar              | NEAT                     |
| 226557 | 2003 WY36              | 19 de novembre de 2003 | Socorro              | LINEAR                   |
| 226558 | 2003 WD37              | 19 de novembre de 2003 | Socorro              | LINEAR                   |
| 226559 | 2003 WR38              | 19 de novembre de 2003 | Socorro              | LINEAR                   |
| 226560 | 2003 WY51              | 19 de novembre de 2003 | Palomar              | NEAT                     |
| 226561 | 2003 WJ52              | 20 de novembre de 2003 | Kitt Peak            | Spacewatch               |
| 226562 | 2003 WD59              | 18 de novembre de 2003 | Kitt Peak            | Spacewatch               |
| 226563 | 2003 WT68              | 19 de novembre de 2003 | Kitt Peak            | Spacewatch               |
| 226564 | 2003 WP70              | 20 de novembre de 2003 | Socorro              | LINEAR                   |
| 226565 | 2003 WR71              | 20 de novembre de 2003 | Socorro              | LINEAR                   |
| 226566 | 2003 WF85              | 20 de novembre de 2003 | Kitt Peak            | Spacewatch               |
| 226567 | 2003 WG107             | 23 de novembre de 2003 | Catalina             | CSS                      |
| 226568 | 2003 WH189             | 20 de novembre de 2003 | Palomar              | NEAT                     |
| 226569 | 2003 WW189             | 24 de novembre de 2003 | Socorro              | LINEAR                   |
| 226570 | 2003 WL193             | 16 de novembre de 2003 | Apache Point         | Sloan Digital Sky Survey |
| 226571 | 2003 XX8               | 4 de desembre de 2003  | Socorro              | LINEAR                   |
| 226572 | 2003 XA11              | 12 de desembre de 2003 | Palomar              | NEAT                     |
| 226573 | 2003 XO13              | 14 de desembre de 2003 | Palomar              | NEAT                     |
| 226574 | 2003 YJ2               | 18 de desembre de 2003 | Socorro              | LINEAR                   |
| 226575 | 2003 YL20              | 17 de desembre de 2003 | Kitt Peak            | Spacewatch               |
| 226576 | 2003 YT34              | 18 de desembre de 2003 | Socorro              | LINEAR                   |
| 226577 | 2003 YA42              | 19 de desembre de 2003 | Kitt Peak            | Spacewatch               |
| 226578 | 2003 YC44              | 19 de desembre de 2003 | Kitt Peak            | Spacewatch               |
| 226579 | 2003 YL68              | 19 de desembre de 2003 | Socorro              | LINEAR                   |
| 226580 | 2003 YQ93              | 21 de desembre de 2003 | Kitt Peak            | Spacewatch               |
| 226581 | 2003 YK140             | 28 de desembre de 2003 | Socorro              | LINEAR                   |
| 226582 | 2003 YK153             | 29 de desembre de 2003 | Socorro              | LINEAR                   |
| 226583 | 2003 YR163             | 17 de desembre de 2003 | Kitt Peak            | Spacewatch               |
| 226584 | 2004 AN5               | 13 de gener de 2004    | Anderson Mesa        | LONEOS                   |
| 226585 | 2004 AP12              | 13 de gener de 2004    | Kitt Peak            | Spacewatch               |
| 226586 | 2004 BD15              | 16 de gener de 2004    | Kitt Peak            | Spacewatch               |
| 226587 | 2004 BY19              | 18 de gener de 2004    | Kitt Peak            | Spacewatch               |
| 226588 | 2004 BJ23              | 18 de gener de 2004    | Palomar              | NEAT                     |
| 226589 | 2004 BY28              | 18 de gener de 2004    | Palomar              | NEAT                     |
| 226590 | 2004 BT47              | 21 de gener de 2004    | Socorro              | LINEAR                   |
| 226591 | 2004 BY77              | 22 de gener de 2004    | Socorro              | LINEAR                   |
| 226592 | 2004 BK102             | 29 de gener de 2004    | Kitt Peak            | Spacewatch               |
| 226593 | 2004 CB23              | 12 de febrer de 2004   | Kitt Peak            | Spacewatch               |
| 226594 | 2004 CD23              | 12 de febrer de 2004   | Kitt Peak            | Spacewatch               |
| 226595 | 2004 CQ26              | 11 de febrer de 2004   | Catalina             | CSS                      |
| 226596 | 2004 CY31              | 12 de febrer de 2004   | Kitt Peak            | Spacewatch               |
| 226597 | 2004 CF37              | 12 de febrer de 2004   | Palomar              | NEAT                     |
| 226598 | 2004 CC43              | 11 de febrer de 2004   | Palomar              | NEAT                     |
| 226599 | 2004 CO56              | 14 de febrer de 2004   | Haleakala            | NEAT                     |
| 226600 | 2004 CQ64              | 13 de febrer de 2004   | Palomar              | NEAT                     |

## 226601–226700
| Nom    | Designació provisional | Data de descobriment | Lloc de descobriment | Descobridor/s        |
| ------ | ---------------------- | -------------------- | -------------------- | -------------------- |
| 226601 | 2004 CV79              | 11 de febrer de 2004 | Palomar              | NEAT                 |
| 226602 | 2004 CH84              | 13 de febrer de 2004 | Kitt Peak            | Spacewatch           |
| 226603 | 2004 CC85              | 13 de febrer de 2004 | Kitt Peak            | Spacewatch           |
| 226604 | 2004 CC86              | 14 de febrer de 2004 | Kitt Peak            | Spacewatch           |
| 226605 | 2004 CD95              | 13 de febrer de 2004 | Palomar              | NEAT                 |
| 226606 | 2004 CS115             | 10 de febrer de 2004 | Palomar              | NEAT                 |
| 226607 | 2004 DC5               | 16 de febrer de 2004 | Kitt Peak            | Spacewatch           |
| 226608 | 2004 DQ21              | 17 de febrer de 2004 | Catalina             | CSS                  |
| 226609 | 2004 DB22              | 17 de febrer de 2004 | Catalina             | CSS                  |
| 226610 | 2004 DO22              | 18 de febrer de 2004 | Socorro              | LINEAR               |
| 226611 | 2004 DB24              | 19 de febrer de 2004 | Socorro              | LINEAR               |
| 226612 | 2004 DN28              | 17 de febrer de 2004 | Kitt Peak            | Spacewatch           |
| 226613 | 2004 DZ29              | 17 de febrer de 2004 | Socorro              | LINEAR               |
| 226614 | 2004 DG40              | 17 de febrer de 2004 | Kitt Peak            | Spacewatch           |
| 226615 | 2004 DJ43              | 23 de febrer de 2004 | Socorro              | LINEAR               |
| 226616 | 2004 DL43              | 23 de febrer de 2004 | Socorro              | LINEAR               |
| 226617 | 2004 DV46              | 19 de febrer de 2004 | Socorro              | LINEAR               |
| 226618 | 2004 DE57              | 22 de febrer de 2004 | Kitt Peak            | Spacewatch           |
| 226619 | 2004 DX78              | 17 de febrer de 2004 | Socorro              | LINEAR               |
| 226620 | 2004 EW5               | 11 de març de 2004   | Palomar              | NEAT                 |
| 226621 | 2004 EK6               | 12 de març de 2004   | Palomar              | NEAT                 |
| 226622 | 2004 EJ7               | 12 de març de 2004   | Palomar              | NEAT                 |
| 226623 | 2004 EY7               | 13 de març de 2004   | Palomar              | NEAT                 |
| 226624 | 2004 EP30              | 15 de març de 2004   | Kitt Peak            | Spacewatch           |
| 226625 | 2004 EX36              | 13 de març de 2004   | Palomar              | NEAT                 |
| 226626 | 2004 EE40              | 15 de març de 2004   | Socorro              | LINEAR               |
| 226627 | 2004 EE42              | 15 de març de 2004   | Catalina             | CSS                  |
| 226628 | 2004 ER53              | 15 de març de 2004   | Socorro              | LINEAR               |
| 226629 | 2004 EX77              | 15 de març de 2004   | Catalina             | CSS                  |
| 226630 | 2004 EU91              | 15 de març de 2004   | Kitt Peak            | Spacewatch           |
| 226631 | 2004 FH2               | 17 de març de 2004   | Goodricke-Pigott     | R. A. Tucker         |
| 226632 | 2004 FP3               | 18 de març de 2004   | Socorro              | LINEAR               |
| 226633 | 2004 FN11              | 16 de març de 2004   | Catalina             | CSS                  |
| 226634 | 2004 FG13              | 16 de març de 2004   | Catalina             | CSS                  |
| 226635 | 2004 FF19              | 16 de març de 2004   | Catalina             | CSS                  |
| 226636 | 2004 FO21              | 16 de març de 2004   | Kitt Peak            | Spacewatch           |
| 226637 | 2004 FU21              | 16 de març de 2004   | Kitt Peak            | Spacewatch           |
| 226638 | 2004 FN35              | 16 de març de 2004   | Socorro              | LINEAR               |
| 226639 | 2004 FG36              | 16 de març de 2004   | Socorro              | LINEAR               |
| 226640 | 2004 FT49              | 18 de març de 2004   | Socorro              | LINEAR               |
| 226641 | 2004 FT64              | 19 de març de 2004   | Socorro              | LINEAR               |
| 226642 | 2004 FZ64              | 19 de març de 2004   | Socorro              | LINEAR               |
| 226643 | 2004 FS66              | 20 de març de 2004   | Socorro              | LINEAR               |
| 226644 | 2004 FO69              | 16 de març de 2004   | Kitt Peak            | Spacewatch           |
| 226645 | 2004 FP78              | 19 de març de 2004   | Kitt Peak            | Spacewatch           |
| 226646 | 2004 FE85              | 18 de març de 2004   | Kitt Peak            | Spacewatch           |
| 226647 | 2004 FP92              | 18 de març de 2004   | Socorro              | LINEAR               |
| 226648 | 2004 FS106             | 20 de març de 2004   | Socorro              | LINEAR               |
| 226649 | 2004 FX106             | 20 de març de 2004   | Socorro              | LINEAR               |
| 226650 | 2004 FQ107             | 20 de març de 2004   | Socorro              | LINEAR               |
| 226651 | 2004 FU107             | 22 de març de 2004   | Socorro              | LINEAR               |
| 226652 | 2004 FT110             | 25 de març de 2004   | Anderson Mesa        | LONEOS               |
| 226653 | 2004 FX127             | 27 de març de 2004   | Catalina             | CSS                  |
| 226654 | 2004 FV134             | 26 de març de 2004   | Socorro              | LINEAR               |
| 226655 | 2004 FX135             | 27 de març de 2004   | Socorro              | LINEAR               |
| 226656 | 2004 FV139             | 26 de març de 2004   | Anderson Mesa        | LONEOS               |
| 226657 | 2004 FZ140             | 27 de març de 2004   | Socorro              | LINEAR               |
| 226658 | 2004 FZ141             | 27 de març de 2004   | Socorro              | LINEAR               |
| 226659 | 2004 FJ162             | 18 de març de 2004   | Kitt Peak            | Spacewatch           |
| 226660 | 2004 GY1               | 11 d'abril de 2004   | Palomar              | NEAT                 |
| 226661 | 2004 GC13              | 12 d'abril de 2004   | Catalina             | CSS                  |
| 226662 | 2004 GR13              | 13 d'abril de 2004   | Palomar              | NEAT                 |
| 226663 | 2004 GV13              | 13 d'abril de 2004   | Palomar              | NEAT                 |
| 226664 | 2004 GK17              | 11 d'abril de 2004   | Catalina             | CSS                  |
| 226665 | 2004 GD22              | 12 d'abril de 2004   | Palomar              | NEAT                 |
| 226666 | 2004 GN23              | 12 d'abril de 2004   | Palomar              | NEAT                 |
| 226667 | 2004 GK36              | 13 d'abril de 2004   | Palomar              | NEAT                 |
| 226668 | 2004 GS44              | 12 d'abril de 2004   | Kitt Peak            | Spacewatch           |
| 226669 | 2004 GJ46              | 12 d'abril de 2004   | Kitt Peak            | Spacewatch           |
| 226670 | 2004 GY66              | 13 d'abril de 2004   | Kitt Peak            | Spacewatch           |
| 226671 | 2004 GF80              | 12 d'abril de 2004   | Kitt Peak            | Spacewatch           |
| 226672 | 2004 HH5               | 16 d'abril de 2004   | Moletai              | Moletai              |
| 226673 | 2004 HR5               | 17 d'abril de 2004   | Socorro              | LINEAR               |
| 226674 | 2004 HV14              | 16 d'abril de 2004   | Kitt Peak            | Spacewatch           |
| 226675 | 2004 HE18              | 17 d'abril de 2004   | Socorro              | LINEAR               |
| 226676 | 2004 HQ28              | 20 d'abril de 2004   | Socorro              | LINEAR               |
| 226677 | 2004 HX30              | 20 d'abril de 2004   | Socorro              | LINEAR               |
| 226678 | 2004 HO34              | 17 d'abril de 2004   | Socorro              | LINEAR               |
| 226679 | 2004 HP35              | 20 d'abril de 2004   | Socorro              | LINEAR               |
| 226680 | 2004 HU35              | 20 d'abril de 2004   | Socorro              | LINEAR               |
| 226681 | 2004 HJ43              | 20 d'abril de 2004   | Siding Spring        | Siding Spring Survey |
| 226682 | 2004 HP43              | 21 d'abril de 2004   | Kitt Peak            | Spacewatch           |
| 226683 | 2004 HC51              | 23 d'abril de 2004   | Siding Spring        | Siding Spring Survey |
| 226684 | 2004 HF52              | 24 d'abril de 2004   | Kitt Peak            | Spacewatch           |
| 226685 | 2004 HT54              | 21 d'abril de 2004   | Socorro              | LINEAR               |
| 226686 | 2004 HZ57              | 21 d'abril de 2004   | Kitt Peak            | Spacewatch           |
| 226687 | 2004 JG14              | 9 de maig de 2004    | Palomar              | NEAT                 |
| 226688 | 2004 JF15              | 10 de maig de 2004   | Palomar              | NEAT                 |
| 226689 | 2004 JH19              | 13 de maig de 2004   | Palomar              | NEAT                 |
| 226690 | 2004 JH20              | 14 de maig de 2004   | Socorro              | LINEAR               |
| 226691 | 2004 JA22              | 9 de maig de 2004    | Kitt Peak            | Spacewatch           |
| 226692 | 2004 JO25              | 15 de maig de 2004   | Socorro              | LINEAR               |
| 226693 | 2004 JX28              | 15 de maig de 2004   | Socorro              | LINEAR               |
| 226694 | 2004 JZ28              | 15 de maig de 2004   | Socorro              | LINEAR               |
| 226695 | 2004 JR29              | 15 de maig de 2004   | Socorro              | LINEAR               |
| 226696 | 2004 JS35              | 15 de maig de 2004   | Siding Spring        | Siding Spring Survey |
| 226697 | 2004 JR43              | 10 de maig de 2004   | Catalina             | CSS                  |
| 226698 | 2004 LS11              | 12 de juny de 2004   | Siding Spring        | Siding Spring Survey |
| 226699 | 2004 LO17              | 14 de juny de 2004   | Socorro              | LINEAR               |
| 226700 | 2004 LP17              | 14 de juny de 2004   | Socorro              | LINEAR               |

## 226701–226800
| Nom    | Designació provisional | Data de descobriment   | Lloc de descobriment | Descobridor/s               |
| ------ | ---------------------- | ---------------------- | -------------------- | --------------------------- |
| 226701 | 2004 NP3               | 12 de juliol de 2004   | Reedy Creek          | J. Broughton                |
| 226702 | 2004 NY6               | 11 de juliol de 2004   | Socorro              | LINEAR                      |
| 226703 | 2004 NJ9               | 9 de juliol de 2004    | Socorro              | LINEAR                      |
| 226704 | 2004 NL17              | 11 de juliol de 2004   | Socorro              | LINEAR                      |
| 226705 | 2004 NF19              | 14 de juliol de 2004   | Socorro              | LINEAR                      |
| 226706 | 2004 NK24              | 14 de juliol de 2004   | Socorro              | LINEAR                      |
| 226707 | 2004 OO2               | 16 de juliol de 2004   | Socorro              | LINEAR                      |
| 226708 | 2004 OH7               | 16 de juliol de 2004   | Socorro              | LINEAR                      |
| 226709 | 2004 OR7               | 16 de juliol de 2004   | Socorro              | LINEAR                      |
| 226710 | 2004 OM11              | 25 de juliol de 2004   | Anderson Mesa        | LONEOS                      |
| 226711 | 2004 OM15              | 27 de juliol de 2004   | Siding Spring        | Siding Spring Survey        |
| 226712 | 2004 PG1               | 6 d'agost de 2004      | Reedy Creek          | J. Broughton                |
| 226713 | 2004 PS4               | 5 d'agost de 2004      | Palomar              | NEAT                        |
| 226714 | 2004 PV13              | 7 d'agost de 2004      | Palomar              | NEAT                        |
| 226715 | 2004 PW15              | 7 d'agost de 2004      | Palomar              | NEAT                        |
| 226716 | 2004 PL19              | 8 d'agost de 2004      | Anderson Mesa        | LONEOS                      |
| 226717 | 2004 PK22              | 8 d'agost de 2004      | Socorro              | LINEAR                      |
| 226718 | 2004 PZ25              | 8 d'agost de 2004      | Socorro              | LINEAR                      |
| 226719 | 2004 PF34              | 8 d'agost de 2004      | Anderson Mesa        | LONEOS                      |
| 226720 | 2004 PU36              | 9 d'agost de 2004      | Socorro              | LINEAR                      |
| 226721 | 2004 PA40              | 9 d'agost de 2004      | Anderson Mesa        | LONEOS                      |
| 226722 | 2004 PO49              | 8 d'agost de 2004      | Socorro              | LINEAR                      |
| 226723 | 2004 PL55              | 8 d'agost de 2004      | Palomar              | NEAT                        |
| 226724 | 2004 PB62              | 9 d'agost de 2004      | Siding Spring        | Siding Spring Survey        |
| 226725 | 2004 PP64              | 10 d'agost de 2004     | Socorro              | LINEAR                      |
| 226726 | 2004 PE68              | 6 d'agost de 2004      | Palomar              | NEAT                        |
| 226727 | 2004 PL89              | 9 d'agost de 2004      | Socorro              | LINEAR                      |
| 226728 | 2004 PF92              | 12 d'agost de 2004     | Palomar              | NEAT                        |
| 226729 | 2004 PJ92              | 12 d'agost de 2004     | Palomar              | NEAT                        |
| 226730 | 2004 PB93              | 11 d'agost de 2004     | Reedy Creek          | J. Broughton                |
| 226731 | 2004 PP98              | 8 d'agost de 2004      | Socorro              | LINEAR                      |
| 226732 | 2004 PU98              | 8 d'agost de 2004      | Socorro              | LINEAR                      |
| 226733 | 2004 PC102             | 11 d'agost de 2004     | Siding Spring        | Siding Spring Survey        |
| 226734 | 2004 PJ105             | 6 d'agost de 2004      | Palomar              | NEAT                        |
| 226735 | 2004 QP9               | 21 d'agost de 2004     | Siding Spring        | Siding Spring Survey        |
| 226736 | 2004 QX10              | 21 d'agost de 2004     | Siding Spring        | Siding Spring Survey        |
| 226737 | 2004 QA28              | 23 d'agost de 2004     | Kitt Peak            | Spacewatch                  |
| 226738 | 2004 RY1               | 6 de setembre de 2004  | Socorro              | LINEAR                      |
| 226739 | 2004 RD3               | 6 de setembre de 2004  | Socorro              | LINEAR                      |
| 226740 | 2004 RR4               | 4 de setembre de 2004  | Palomar              | NEAT                        |
| 226741 | 2004 RH13              | 4 de setembre de 2004  | Palomar              | NEAT                        |
| 226742 | 2004 RS14              | 6 de setembre de 2004  | Siding Spring        | Siding Spring Survey        |
| 226743 | 2004 RN17              | 7 de setembre de 2004  | Socorro              | LINEAR                      |
| 226744 | 2004 RA19              | 7 de setembre de 2004  | Goodricke-Pigott     | Goodricke-Pigott            |
| 226745 | 2004 RC23              | 7 de setembre de 2004  | Kitt Peak            | Spacewatch                  |
| 226746 | 2004 RF23              | 7 de setembre de 2004  | Kitt Peak            | Spacewatch                  |
| 226747 | 2004 RK25              | 7 de setembre de 2004  | Socorro              | LINEAR                      |
| 226748 | 2004 RN26              | 6 de setembre de 2004  | Palomar              | NEAT                        |
| 226749 | 2004 RY27              | 6 de setembre de 2004  | Siding Spring        | Siding Spring Survey        |
| 226750 | 2004 RD28              | 6 de setembre de 2004  | Siding Spring        | Siding Spring Survey        |
| 226751 | 2004 RE28              | 6 de setembre de 2004  | Siding Spring        | Siding Spring Survey        |
| 226752 | 2004 RB40              | 7 de setembre de 2004  | Socorro              | LINEAR                      |
| 226753 | 2004 RA46              | 8 de setembre de 2004  | Socorro              | LINEAR                      |
| 226754 | 2004 RC50              | 8 de setembre de 2004  | Socorro              | LINEAR                      |
| 226755 | 2004 RW53              | 8 de setembre de 2004  | Socorro              | LINEAR                      |
| 226756 | 2004 RU61              | 8 de setembre de 2004  | Socorro              | LINEAR                      |
| 226757 | 2004 RX61              | 8 de setembre de 2004  | Socorro              | LINEAR                      |
| 226758 | 2004 RF62              | 8 de setembre de 2004  | Socorro              | LINEAR                      |
| 226759 | 2004 RE71              | 8 de setembre de 2004  | Socorro              | LINEAR                      |
| 226760 | 2004 RK74              | 8 de setembre de 2004  | Socorro              | LINEAR                      |
| 226761 | 2004 RL74              | 8 de setembre de 2004  | Socorro              | LINEAR                      |
| 226762 | 2004 RA77              | 8 de setembre de 2004  | Socorro              | LINEAR                      |
| 226763 | 2004 RB78              | 8 de setembre de 2004  | Socorro              | LINEAR                      |
| 226764 | 2004 RM87              | 7 de setembre de 2004  | Kitt Peak            | Spacewatch                  |
| 226765 | 2004 RO88              | 8 de setembre de 2004  | Socorro              | LINEAR                      |
| 226766 | 2004 RY97              | 8 de setembre de 2004  | Socorro              | LINEAR                      |
| 226767 | 2004 RE99              | 8 de setembre de 2004  | Socorro              | LINEAR                      |
| 226768 | 2004 RA108             | 9 de setembre de 2004  | Socorro              | LINEAR                      |
| 226769 | 2004 RA116             | 7 de setembre de 2004  | Kitt Peak            | Spacewatch                  |
| 226770 | 2004 RF116             | 7 de setembre de 2004  | Kitt Peak            | Spacewatch                  |
| 226771 | 2004 RL116             | 7 de setembre de 2004  | Socorro              | LINEAR                      |
| 226772 | 2004 RX119             | 7 de setembre de 2004  | Kitt Peak            | Spacewatch                  |
| 226773 | 2004 RP122             | 7 de setembre de 2004  | Kitt Peak            | Spacewatch                  |
| 226774 | 2004 RR125             | 7 de setembre de 2004  | Kitt Peak            | Spacewatch                  |
| 226775 | 2004 RA136             | 7 de setembre de 2004  | Kitt Peak            | Spacewatch                  |
| 226776 | 2004 RO138             | 8 de setembre de 2004  | Palomar              | NEAT                        |
| 226777 | 2004 RB142             | 8 de setembre de 2004  | Socorro              | LINEAR                      |
| 226778 | 2004 RL142             | 8 de setembre de 2004  | Socorro              | LINEAR                      |
| 226779 | 2004 RW143             | 8 de setembre de 2004  | Socorro              | LINEAR                      |
| 226780 | 2004 RO144             | 8 de setembre de 2004  | Kvistaberg           | Uppsala-DLR Asteroid Survey |
| 226781 | 2004 RJ145             | 9 de setembre de 2004  | Socorro              | LINEAR                      |
| 226782 | 2004 RB150             | 9 de setembre de 2004  | Socorro              | LINEAR                      |
| 226783 | 2004 RQ153             | 10 de setembre de 2004 | Socorro              | LINEAR                      |
| 226784 | 2004 RS155             | 10 de setembre de 2004 | Socorro              | LINEAR                      |
| 226785 | 2004 RP159             | 10 de setembre de 2004 | Socorro              | LINEAR                      |
| 226786 | 2004 RD160             | 10 de setembre de 2004 | Socorro              | LINEAR                      |
| 226787 | 2004 RQ166             | 7 de setembre de 2004  | Kitt Peak            | Spacewatch                  |
| 226788 | 2004 RV170             | 8 de setembre de 2004  | Palomar              | NEAT                        |
| 226789 | 2004 RZ172             | 9 de setembre de 2004  | Kitt Peak            | Spacewatch                  |
| 226790 | 2004 RV174             | 10 de setembre de 2004 | Socorro              | LINEAR                      |
| 226791 | 2004 RH177             | 10 de setembre de 2004 | Socorro              | LINEAR                      |
| 226792 | 2004 RH180             | 10 de setembre de 2004 | Socorro              | LINEAR                      |
| 226793 | 2004 RT182             | 10 de setembre de 2004 | Socorro              | LINEAR                      |
| 226794 | 2004 RL183             | 10 de setembre de 2004 | Socorro              | LINEAR                      |
| 226795 | 2004 RU187             | 10 de setembre de 2004 | Socorro              | LINEAR                      |
| 226796 | 2004 RO188             | 10 de setembre de 2004 | Socorro              | LINEAR                      |
| 226797 | 2004 RG193             | 10 de setembre de 2004 | Socorro              | LINEAR                      |
| 226798 | 2004 RN201             | 10 de setembre de 2004 | Kitt Peak            | Spacewatch                  |
| 226799 | 2004 RU201             | 10 de setembre de 2004 | Kitt Peak            | Spacewatch                  |
| 226800 | 2004 RM202             | 11 de setembre de 2004 | Socorro              | LINEAR                      |

## 226801–226900
| Nom    | Designació provisional | Data de descobriment   | Lloc de descobriment | Descobridor/s               |
| ------ | ---------------------- | ---------------------- | -------------------- | --------------------------- |
| 226801 | 2004 RK205             | 8 de setembre de 2004  | Socorro              | LINEAR                      |
| 226802 | 2004 RF209             | 11 de setembre de 2004 | Socorro              | LINEAR                      |
| 226803 | 2004 RH211             | 11 de setembre de 2004 | Socorro              | LINEAR                      |
| 226804 | 2004 RB213             | 11 de setembre de 2004 | Socorro              | LINEAR                      |
| 226805 | 2004 RS216             | 11 de setembre de 2004 | Socorro              | LINEAR                      |
| 226806 | 2004 RV216             | 11 de setembre de 2004 | Socorro              | LINEAR                      |
| 226807 | 2004 RB217             | 11 de setembre de 2004 | Socorro              | LINEAR                      |
| 226808 | 2004 RC217             | 11 de setembre de 2004 | Socorro              | LINEAR                      |
| 226809 | 2004 RA222             | 13 de setembre de 2004 | Socorro              | LINEAR                      |
| 226810 | 2004 RL222             | 14 de setembre de 2004 | Wrightwood           | J. W. Young                 |
| 226811 | 2004 RB225             | 9 de setembre de 2004  | Socorro              | LINEAR                      |
| 226812 | 2004 RN226             | 9 de setembre de 2004  | Socorro              | LINEAR                      |
| 226813 | 2004 RA227             | 9 de setembre de 2004  | Kitt Peak            | Spacewatch                  |
| 226814 | 2004 RM230             | 9 de setembre de 2004  | Kitt Peak            | Spacewatch                  |
| 226815 | 2004 RC231             | 9 de setembre de 2004  | Kitt Peak            | Spacewatch                  |
| 226816 | 2004 RE235             | 10 de setembre de 2004 | Socorro              | LINEAR                      |
| 226817 | 2004 RP239             | 10 de setembre de 2004 | Kitt Peak            | Spacewatch                  |
| 226818 | 2004 RM245             | 10 de setembre de 2004 | Kitt Peak            | Spacewatch                  |
| 226819 | 2004 RH254             | 6 de setembre de 2004  | Palomar              | NEAT                        |
| 226820 | 2004 RR254             | 6 de setembre de 2004  | Palomar              | NEAT                        |
| 226821 | 2004 RE259             | 10 de setembre de 2004 | Kitt Peak            | Spacewatch                  |
| 226822 | 2004 RV285             | 15 de setembre de 2004 | Kitt Peak            | Spacewatch                  |
| 226823 | 2004 RA287             | 15 de setembre de 2004 | Socorro              | LINEAR                      |
| 226824 | 2004 RW287             | 15 de setembre de 2004 | 7300                 | W. K. Y. Yeung              |
| 226825 | 2004 RN295             | 11 de setembre de 2004 | Kitt Peak            | Spacewatch                  |
| 226826 | 2004 RC307             | 12 de setembre de 2004 | Socorro              | LINEAR                      |
| 226827 | 2004 RM315             | 15 de setembre de 2004 | Siding Spring        | Siding Spring Survey        |
| 226828 | 2004 RR321             | 13 de setembre de 2004 | Socorro              | LINEAR                      |
| 226829 | 2004 RW323             | 13 de setembre de 2004 | Socorro              | LINEAR                      |
| 226830 | 2004 RH324             | 13 de setembre de 2004 | Kitt Peak            | Spacewatch                  |
| 226831 | 2004 RS324             | 13 de setembre de 2004 | Socorro              | LINEAR                      |
| 226832 | 2004 RA333             | 15 de setembre de 2004 | Anderson Mesa        | LONEOS                      |
| 226833 | 2004 RU334             | 15 de setembre de 2004 | Anderson Mesa        | LONEOS                      |
| 226834 | 2004 RL336             | 15 de setembre de 2004 | Kitt Peak            | Spacewatch                  |
| 226835 | 2004 RJ337             | 15 de setembre de 2004 | Kitt Peak            | Spacewatch                  |
| 226836 | 2004 SE13              | 17 de setembre de 2004 | Socorro              | LINEAR                      |
| 226837 | 2004 SZ16              | 17 de setembre de 2004 | Anderson Mesa        | LONEOS                      |
| 226838 | 2004 SL19              | 18 de setembre de 2004 | Socorro              | LINEAR                      |
| 226839 | 2004 SV22              | 17 de setembre de 2004 | Kitt Peak            | Spacewatch                  |
| 226840 | 2004 SR23              | 17 de setembre de 2004 | Kitt Peak            | Spacewatch                  |
| 226841 | 2004 SV23              | 17 de setembre de 2004 | Kitt Peak            | Spacewatch                  |
| 226842 | 2004 SV25              | 22 de setembre de 2004 | Desert Eagle         | W. K. Y. Yeung              |
| 226843 | 2004 ST30              | 17 de setembre de 2004 | Socorro              | LINEAR                      |
| 226844 | 2004 SF40              | 17 de setembre de 2004 | Socorro              | LINEAR                      |
| 226845 | 2004 SG40              | 17 de setembre de 2004 | Socorro              | LINEAR                      |
| 226846 | 2004 SJ45              | 18 de setembre de 2004 | Socorro              | LINEAR                      |
| 226847 | 2004 SM45              | 18 de setembre de 2004 | Socorro              | LINEAR                      |
| 226848 | 2004 SB46              | 18 de setembre de 2004 | Socorro              | LINEAR                      |
| 226849 | 2004 SX46              | 18 de setembre de 2004 | Socorro              | LINEAR                      |
| 226850 | 2004 SH47              | 18 de setembre de 2004 | Socorro              | LINEAR                      |
| 226851 | 2004 SO50              | 22 de setembre de 2004 | Socorro              | LINEAR                      |
| 226852 | 2004 SC57              | 16 de setembre de 2004 | Anderson Mesa        | LONEOS                      |
| 226853 | 2004 TD2               | 4 d'octubre de 2004    | Kitt Peak            | Spacewatch                  |
| 226854 | 2004 TN4               | 4 d'octubre de 2004    | Kitt Peak            | Spacewatch                  |
| 226855 | 2004 TR11              | 7 d'octubre de 2004    | Kitt Peak            | Spacewatch                  |
| 226856 | 2004 TX11              | 5 d'octubre de 2004    | Goodricke-Pigott     | R. A. Tucker                |
| 226857 | 2004 TU13              | 6 d'octubre de 2004    | Sonoita              | Cooney Jr., W. R., J. Gross |
| 226858 | 2004 TY13              | 8 d'octubre de 2004    | Andrushivka          | Andrushivka                 |
| 226859 | 2004 TZ14              | 10 d'octubre de 2004   | Goodricke-Pigott     | R. A. Tucker                |
| 226860 | 2004 TS17              | 8 d'octubre de 2004    | Kitt Peak            | Spacewatch                  |
| 226861 | 2004 TV18              | 14 d'octubre de 2004   | Vail-Jarnac          | Jarnac                      |
| 226862 | 2004 TE38              | 4 d'octubre de 2004    | Kitt Peak            | Spacewatch                  |
| 226863 | 2004 TK38              | 4 d'octubre de 2004    | Kitt Peak            | Spacewatch                  |
| 226864 | 2004 TC39              | 4 d'octubre de 2004    | Kitt Peak            | Spacewatch                  |
| 226865 | 2004 TT40              | 4 d'octubre de 2004    | Kitt Peak            | Spacewatch                  |
| 226866 | 2004 TH41              | 4 d'octubre de 2004    | Anderson Mesa        | LONEOS                      |
| 226867 | 2004 TU46              | 4 d'octubre de 2004    | Kitt Peak            | Spacewatch                  |
| 226868 | 2004 TP48              | 4 d'octubre de 2004    | Kitt Peak            | Spacewatch                  |
| 226869 | 2004 TK56              | 5 d'octubre de 2004    | Kitt Peak            | Spacewatch                  |
| 226870 | 2004 TD60              | 5 d'octubre de 2004    | Anderson Mesa        | LONEOS                      |
| 226871 | 2004 TO73              | 6 d'octubre de 2004    | Kitt Peak            | Spacewatch                  |
| 226872 | 2004 TX75              | 6 d'octubre de 2004    | Palomar              | NEAT                        |
| 226873 | 2004 TU78              | 4 d'octubre de 2004    | Kitt Peak            | Spacewatch                  |
| 226874 | 2004 TP81              | 5 d'octubre de 2004    | Kitt Peak            | Spacewatch                  |
| 226875 | 2004 TR83              | 5 d'octubre de 2004    | Kitt Peak            | Spacewatch                  |
| 226876 | 2004 TB85              | 5 d'octubre de 2004    | Kitt Peak            | Spacewatch                  |
| 226877 | 2004 TD93              | 5 d'octubre de 2004    | Kitt Peak            | Spacewatch                  |
| 226878 | 2004 TD94              | 5 d'octubre de 2004    | Kitt Peak            | Spacewatch                  |
| 226879 | 2004 TG97              | 5 d'octubre de 2004    | Kitt Peak            | Spacewatch                  |
| 226880 | 2004 TY107             | 7 d'octubre de 2004    | Socorro              | LINEAR                      |
| 226881 | 2004 TF122             | 7 d'octubre de 2004    | Anderson Mesa        | LONEOS                      |
| 226882 | 2004 TY122             | 7 d'octubre de 2004    | Anderson Mesa        | LONEOS                      |
| 226883 | 2004 TF124             | 7 d'octubre de 2004    | Socorro              | LINEAR                      |
| 226884 | 2004 TX126             | 7 d'octubre de 2004    | Socorro              | LINEAR                      |
| 226885 | 2004 TS129             | 7 d'octubre de 2004    | Socorro              | LINEAR                      |
| 226886 | 2004 TM130             | 7 d'octubre de 2004    | Socorro              | LINEAR                      |
| 226887 | 2004 TO133             | 7 d'octubre de 2004    | Anderson Mesa        | LONEOS                      |
| 226888 | 2004 TZ133             | 7 d'octubre de 2004    | Palomar              | NEAT                        |
| 226889 | 2004 TY134             | 8 d'octubre de 2004    | Anderson Mesa        | LONEOS                      |
| 226890 | 2004 TK135             | 8 d'octubre de 2004    | Anderson Mesa        | LONEOS                      |
| 226891 | 2004 TG139             | 9 d'octubre de 2004    | Anderson Mesa        | LONEOS                      |
| 226892 | 2004 TZ143             | 4 d'octubre de 2004    | Kitt Peak            | Spacewatch                  |
| 226893 | 2004 TQ144             | 4 d'octubre de 2004    | Kitt Peak            | Spacewatch                  |
| 226894 | 2004 TR144             | 4 d'octubre de 2004    | Kitt Peak            | Spacewatch                  |
| 226895 | 2004 TB145             | 4 d'octubre de 2004    | Kitt Peak            | Spacewatch                  |
| 226896 | 2004 TK147             | 6 d'octubre de 2004    | Kitt Peak            | Spacewatch                  |
| 226897 | 2004 TK153             | 6 d'octubre de 2004    | Kitt Peak            | Spacewatch                  |
| 226898 | 2004 TQ153             | 6 d'octubre de 2004    | Kitt Peak            | Spacewatch                  |
| 226899 | 2004 TS155             | 6 d'octubre de 2004    | Kitt Peak            | Spacewatch                  |
| 226900 | 2004 TO156             | 6 d'octubre de 2004    | Kitt Peak            | Spacewatch                  |

## 226901–227000
| Nom    | Designació provisional | Data de descobriment   | Lloc de descobriment | Descobridor/s    |
| ------ | ---------------------- | ---------------------- | -------------------- | ---------------- |
| 226901 | 2004 TL165             | 7 d'octubre de 2004    | Kitt Peak            | Spacewatch       |
| 226902 | 2004 TD168             | 7 d'octubre de 2004    | Socorro              | LINEAR           |
| 226903 | 2004 TS168             | 7 d'octubre de 2004    | Socorro              | LINEAR           |
| 226904 | 2004 TY173             | 8 d'octubre de 2004    | Socorro              | LINEAR           |
| 226905 | 2004 TN185             | 7 d'octubre de 2004    | Kitt Peak            | Spacewatch       |
| 226906 | 2004 TG190             | 7 d'octubre de 2004    | Kitt Peak            | Spacewatch       |
| 226907 | 2004 TG192             | 7 d'octubre de 2004    | Kitt Peak            | Spacewatch       |
| 226908 | 2004 TJ192             | 7 d'octubre de 2004    | Kitt Peak            | Spacewatch       |
| 226909 | 2004 TC196             | 7 d'octubre de 2004    | Kitt Peak            | Spacewatch       |
| 226910 | 2004 TF196             | 7 d'octubre de 2004    | Kitt Peak            | Spacewatch       |
| 226911 | 2004 TF198             | 7 d'octubre de 2004    | Kitt Peak            | Spacewatch       |
| 226912 | 2004 TG200             | 7 d'octubre de 2004    | Kitt Peak            | Spacewatch       |
| 226913 | 2004 TN201             | 7 d'octubre de 2004    | Kitt Peak            | Spacewatch       |
| 226914 | 2004 TC202             | 7 d'octubre de 2004    | Kitt Peak            | Spacewatch       |
| 226915 | 2004 TZ205             | 7 d'octubre de 2004    | Kitt Peak            | Spacewatch       |
| 226916 | 2004 TF207             | 7 d'octubre de 2004    | Kitt Peak            | Spacewatch       |
| 226917 | 2004 TH208             | 7 d'octubre de 2004    | Kitt Peak            | Spacewatch       |
| 226918 | 2004 TP208             | 8 d'octubre de 2004    | Kitt Peak            | Spacewatch       |
| 226919 | 2004 TS209             | 8 d'octubre de 2004    | Kitt Peak            | Spacewatch       |
| 226920 | 2004 TT221             | 7 d'octubre de 2004    | Socorro              | LINEAR           |
| 226921 | 2004 TO224             | 8 d'octubre de 2004    | Kitt Peak            | Spacewatch       |
| 226922 | 2004 TC239             | 9 d'octubre de 2004    | Kitt Peak            | Spacewatch       |
| 226923 | 2004 TT240             | 10 d'octubre de 2004   | Socorro              | LINEAR           |
| 226924 | 2004 TL245             | 7 d'octubre de 2004    | Kitt Peak            | Spacewatch       |
| 226925 | 2004 TN251             | 9 d'octubre de 2004    | Kitt Peak            | Spacewatch       |
| 226926 | 2004 TF253             | 9 d'octubre de 2004    | Kitt Peak            | Spacewatch       |
| 226927 | 2004 TU273             | 9 d'octubre de 2004    | Kitt Peak            | Spacewatch       |
| 226928 | 2004 TB276             | 9 d'octubre de 2004    | Kitt Peak            | Spacewatch       |
| 226929 | 2004 TG279             | 10 d'octubre de 2004   | Socorro              | LINEAR           |
| 226930 | 2004 TK279             | 10 d'octubre de 2004   | Socorro              | LINEAR           |
| 226931 | 2004 TT280             | 10 d'octubre de 2004   | Kitt Peak            | Spacewatch       |
| 226932 | 2004 TK282             | 7 d'octubre de 2004    | Anderson Mesa        | LONEOS           |
| 226933 | 2004 TV286             | 9 d'octubre de 2004    | Socorro              | LINEAR           |
| 226934 | 2004 TC292             | 10 d'octubre de 2004   | Kitt Peak            | Spacewatch       |
| 226935 | 2004 TV292             | 10 d'octubre de 2004   | Kitt Peak            | Spacewatch       |
| 226936 | 2004 TG299             | 8 d'octubre de 2004    | Anderson Mesa        | LONEOS           |
| 226937 | 2004 TH300             | 8 d'octubre de 2004    | Socorro              | LINEAR           |
| 226938 | 2004 TO309             | 10 d'octubre de 2004   | Kitt Peak            | Spacewatch       |
| 226939 | 2004 TO310             | 10 d'octubre de 2004   | Socorro              | LINEAR           |
| 226940 | 2004 TV317             | 11 d'octubre de 2004   | Kitt Peak            | Spacewatch       |
| 226941 | 2004 TQ329             | 9 d'octubre de 2004    | Kitt Peak            | Spacewatch       |
| 226942 | 2004 TS333             | 9 d'octubre de 2004    | Kitt Peak            | Spacewatch       |
| 226943 | 2004 TV335             | 10 d'octubre de 2004   | Kitt Peak            | Spacewatch       |
| 226944 | 2004 TZ344             | 15 d'octubre de 2004   | Kitt Peak            | Spacewatch       |
| 226945 | 2004 TK355             | 7 d'octubre de 2004    | Socorro              | LINEAR           |
| 226946 | 2004 TN355             | 7 d'octubre de 2004    | Socorro              | LINEAR           |
| 226947 | 2004 TU358             | 5 d'octubre de 2004    | Anderson Mesa        | LONEOS           |
| 226948 | 2004 TU366             | 10 d'octubre de 2004   | Socorro              | LINEAR           |
| 226949 | 2004 TU367             | 7 d'octubre de 2004    | Kitt Peak            | Spacewatch       |
| 226950 | 2004 UJ4               | 16 d'octubre de 2004   | Socorro              | LINEAR           |
| 226951 | 2004 VC13              | 3 de novembre de 2004  | Palomar              | NEAT             |
| 226952 | 2004 VX19              | 4 de novembre de 2004  | Catalina             | CSS              |
| 226953 | 2004 VQ38              | 4 de novembre de 2004  | Kitt Peak            | Spacewatch       |
| 226954 | 2004 VR40              | 4 de novembre de 2004  | Kitt Peak            | Spacewatch       |
| 226955 | 2004 VY40              | 4 de novembre de 2004  | Kitt Peak            | Spacewatch       |
| 226956 | 2004 VS43              | 4 de novembre de 2004  | Kitt Peak            | Spacewatch       |
| 226957 | 2004 VC52              | 4 de novembre de 2004  | Catalina             | CSS              |
| 226958 | 2004 VQ55              | 4 de novembre de 2004  | Socorro              | LINEAR           |
| 226959 | 2004 VX64              | 10 de novembre de 2004 | Kitt Peak            | Spacewatch       |
| 226960 | 2004 VX71              | 11 de novembre de 2004 | Las Cruces           | D. S. Dixon      |
| 226961 | 2004 VO72              | 9 de novembre de 2004  | Catalina             | CSS              |
| 226962 | 2004 VY73              | 12 de novembre de 2004 | Catalina             | CSS              |
| 226963 | 2004 VX80              | 4 de novembre de 2004  | Kitt Peak            | Spacewatch       |
| 226964 | 2004 VC83              | 10 de novembre de 2004 | Kitt Peak            | Spacewatch       |
| 226965 | 2004 VE88              | 11 de novembre de 2004 | Kitt Peak            | Spacewatch       |
| 226966 | 2004 VM94              | 10 de novembre de 2004 | Kitt Peak            | Spacewatch       |
| 226967 | 2004 VF96              | 11 de novembre de 2004 | Kitt Peak            | Spacewatch       |
| 226968 | 2004 VV101             | 9 de novembre de 2004  | Mauna Kea            | C. Veillet       |
| 226969 | 2004 VB107             | 9 de novembre de 2004  | Mauna Kea            | C. Veillet       |
| 226970 | 2004 VS111             | 3 de novembre de 2004  | Catalina             | CSS              |
| 226971 | 2004 VH112             | 11 de novembre de 2004 | Kitt Peak            | Spacewatch       |
| 226972 | 2004 WV1               | 17 de novembre de 2004 | Campo Imperatore     | CINEOS           |
| 226973 | 2004 WZ5               | 19 de novembre de 2004 | Socorro              | LINEAR           |
| 226974 | 2004 XW13              | 9 de desembre de 2004  | Catalina             | CSS              |
| 226975 | 2004 XM16              | 10 de desembre de 2004 | Socorro              | LINEAR           |
| 226976 | 2004 XO17              | 3 de desembre de 2004  | Kitt Peak            | Spacewatch       |
| 226977 | 2004 XE19              | 8 de desembre de 2004  | Socorro              | LINEAR           |
| 226978 | 2004 XB20              | 8 de desembre de 2004  | Socorro              | LINEAR           |
| 226979 | 2004 XG22              | 8 de desembre de 2004  | Socorro              | LINEAR           |
| 226980 | 2004 XB23              | 8 de desembre de 2004  | Socorro              | LINEAR           |
| 226981 | 2004 XJ27              | 10 de desembre de 2004 | Socorro              | LINEAR           |
| 226982 | 2004 XN28              | 10 de desembre de 2004 | Socorro              | LINEAR           |
| 226983 | 2004 XF31              | 8 de desembre de 2004  | Socorro              | LINEAR           |
| 226984 | 2004 XS31              | 9 de desembre de 2004  | Catalina             | CSS              |
| 226985 | 2004 XR35              | 2 de desembre de 2004  | Goodricke-Pigott     | Goodricke-Pigott |
| 226986 | 2004 XC40              | 10 de desembre de 2004 | Socorro              | LINEAR           |
| 226987 | 2004 XE44              | 11 de desembre de 2004 | Campo Imperatore     | CINEOS           |
| 226988 | 2004 XW48              | 10 de desembre de 2004 | Kitt Peak            | Spacewatch       |
| 226989 | 2004 XU54              | 10 de desembre de 2004 | Socorro              | LINEAR           |
| 226990 | 2004 XC59              | 10 de desembre de 2004 | Kitt Peak            | Spacewatch       |
| 226991 | 2004 XL61              | 14 de desembre de 2004 | Socorro              | LINEAR           |
| 226992 | 2004 XG64              | 2 de desembre de 2004  | Kitt Peak            | Spacewatch       |
| 226993 | 2004 XF70              | 11 de desembre de 2004 | Socorro              | LINEAR           |
| 226994 | 2004 XZ70              | 11 de desembre de 2004 | Kitt Peak            | Spacewatch       |
| 226995 | 2004 XL74              | 8 de desembre de 2004  | Socorro              | LINEAR           |
| 226996 | 2004 XS74              | 9 de desembre de 2004  | Bergisch Gladbac     | W. Bickel        |
| 226997 | 2004 XA77              | 10 de desembre de 2004 | Kitt Peak            | Spacewatch       |
| 226998 | 2004 XW78              | 10 de desembre de 2004 | Socorro              | LINEAR           |
| 226999 | 2004 XZ78              | 10 de desembre de 2004 | Socorro              | LINEAR           |
| 227000 | 2004 XN79              | 10 de desembre de 2004 | Socorro              | LINEAR           |